# Les Ulis
Pour les articles homonymes, voir Ulis.
Les Ulis (/le.z‿y.lis/ ) sont une commune française située à vingt-quatre kilomètres au sud-ouest de Paris dans le département de l'Essonne en région Île-de-France.
196ᵉ et dernière ville à être créée dans le département de l'Essonne le 17 février 1977, la commune des Ulis est une ville nouvelle, conçue selon les préceptes de Le Corbusier sur les anciens territoires d’Orsay et Bures-sur-Yvette, et mêle le parc d'activités de Courtabœuf, le centre commercial Ulis 2 et de nombreux grands ensembles modernistes.
Bâtie à la fin des Trente Glorieuses pour les cadres et les chercheurs, elle est finalement habitée par les ouvriers et employés, vieillit mal et souffre d'une paupérisation entraînant des difficultés sociales et sécuritaires. Avec une partie de son territoire classée quartier prioritaire, la conclusion d'un contrat de ville puis d’un contrat urbain de cohésion sociale, la commune est aujourd'hui lancée dans un important chantier de renouvellement urbain pour corriger les erreurs du passé et renforcer les atouts principaux, dont la prédominance des parcours piétonniers et l'importance donnée au sport et à la culture.
Ses habitants sont appelés les Ulissiens.

## Géographie

### Situation

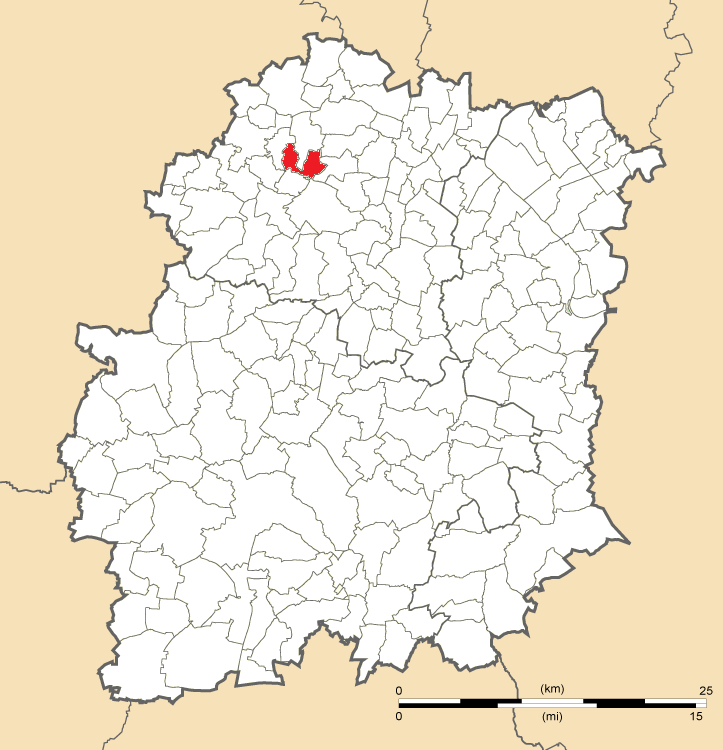
Position des Ulis en Essonne.

Les Ulis sont situés dans la région Île-de-France au sud-ouest de l'agglomération parisienne, au nord-ouest du département de l'Essonne, au cœur de la région naturelle du Hurepoix, sur le plateau de Courtabœuf qui domine la vallée de l'Yvette, aussi appelée la vallée de Chevreuse.
La commune occupe un territoire en forme de « U » d'approximativement trois kilomètres de long et deux kilomètres de large, totalisant cinq cent dix huit hectares.
Cette ville nouvelle a été implantée à vingt-quatre kilomètres au sud-ouest de Paris-Notre-Dame, point zéro des routes de France, excentrée dans le département puisqu’à vingt et un kilomètres au nord-ouest d’Évry, six kilomètres au sud-ouest de Palaiseau, vingt-quatre kilomètres au nord-ouest de Corbeil-Essonnes, vingt-huit kilomètres au nord d’Étampes, neuf kilomètres au nord-ouest de Montlhéry, vingt et un kilomètres au nord-est de Dourdan, trente-huit kilomètres au nord-ouest de Milly-la-Forêt et seulement quatorze kilomètres au sud-est de Versailles.

### Communes limitrophes
|  |

La commune est bien sûr limitrophe des deux communes dont elle a hérité des terrains pour sa création. Orsay au nord, presque au centre puisqu'elle entre profondément dans le territoire ulissien avec son quartier de Mondétour, bordant la route nationale 118 jusqu'à la limite de la route départementale 35. Au nord-ouest et à l'ouest se trouve l'autre commune d'origine, Bures-sur-Yvette, en partie séparée par la route départementale 988 au nord. Au sud-ouest et au sud est implanté le village de Saint-Jean-de-Beauregard, au sud-est, la commune dispose d'une petite frontière avec Marcoussis puis est séparée par l'autoroute A10 de Villejust à l'est, le ruisseau du Rouillon matérialisant aussi une petite partie de cette frontière, avant que les deux communes ne se partagent le territoire du parc d'activités de Courtabœuf avec Villebon-sur-Yvette au nord-est.

### Hydrographie
Le ruisseau Le Rouillon prend sa source dans la commune voisine de Villejust et marque au début de son cours la frontière avec la commune, à l'est. À l’ouest, à quelques centaines de mètres de la frontière communale, le ruisseau d'Angoulême marque la frontière entre les communes voisines de Bures-sur-Yvette et Gometz-le-Châtel, sans passer sur le territoire des Ulis.
L'unique point d’eau « naturel » présent est un vaste étang au centre du parc nord, en lisière de la forêt séparant Les Ulis et Bures-sur-Yvette. L'association « Ulis Pêche Passion » y organise des concours de pêche sportive. Trois petites mares ont été creusées pour marquer l'entrée du quartier résidentiel de l'Ermitage, en bordure de la route nationale 118.

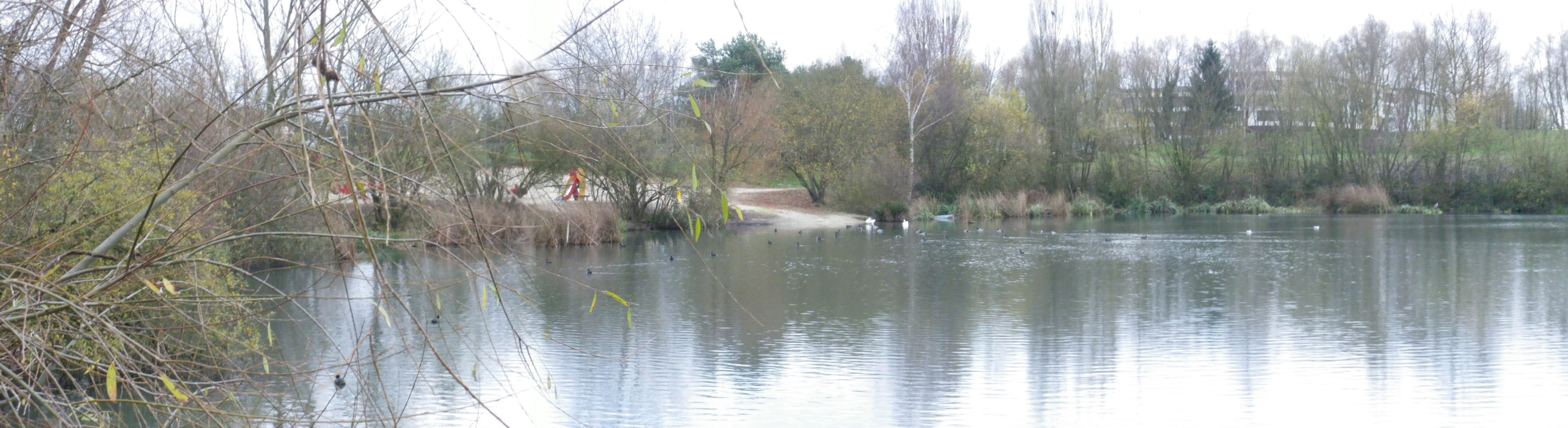
L'un des lacs du Parc Nord.

### Voies de communication et transports

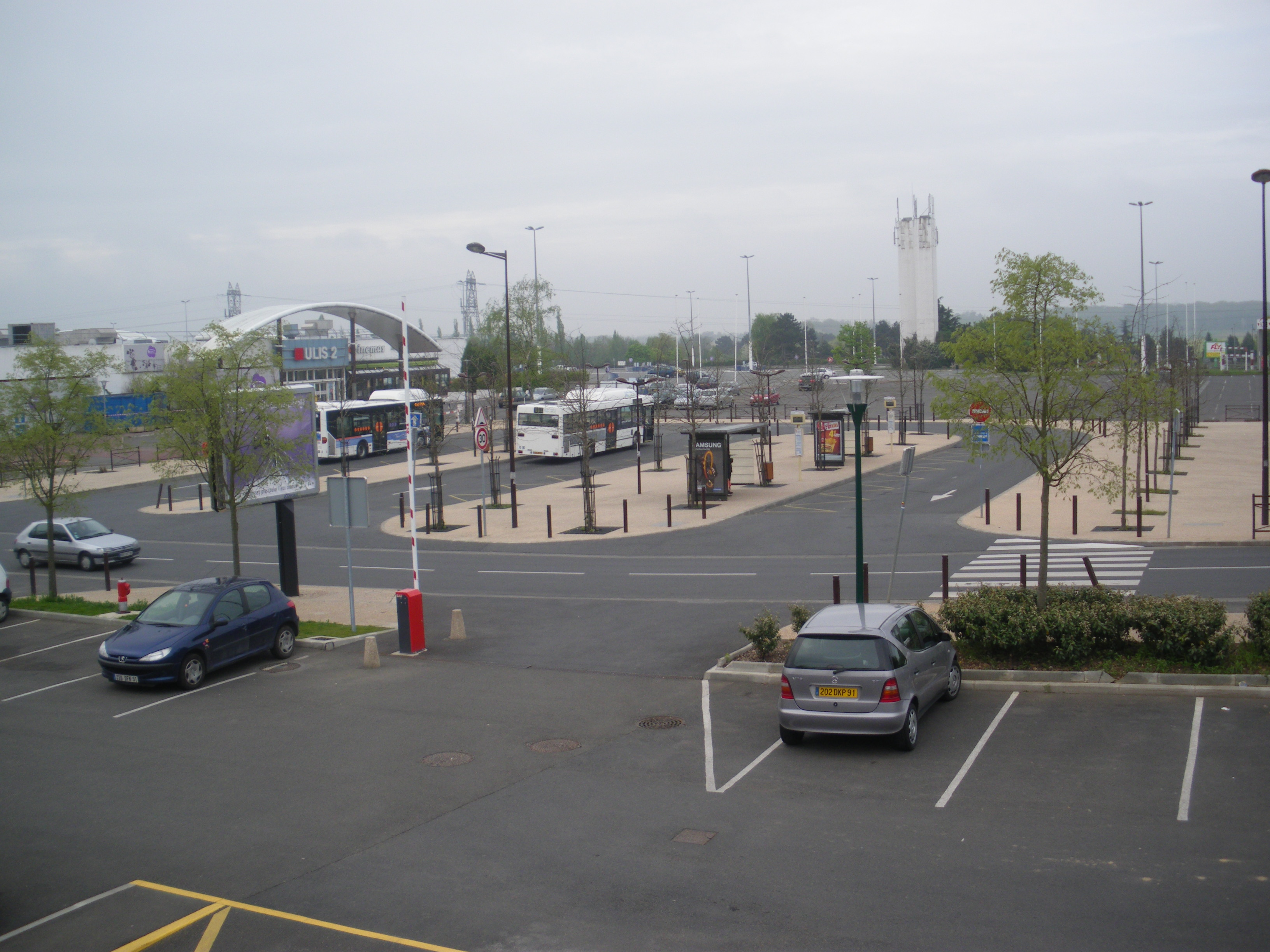
La gare routière.

Cette ville nouvelle a paradoxalement été bâtie à l'écart des lignes ferroviaires de transport en commun, la ligne B du RER passe cependant dans la vallée, des services intercommunaux et départementaux d'autobus permettent l'accès aux gares d'Orsay-Ville ou de Bures-sur-Yvette.
Cependant, un maillage important de liaisons routières parcourt la commune. La plus importante, la route nationale 118, coupe le territoire du nord au sud et s'achève à la frontière avec Marcoussis par un échangeur autoroutier avec la route nationale 104 (la Francilienne) et l'autoroute A10. Elle est doublée sur sa rive droite par la route départementale 446 et reliée au sud à la route départementale 35 qui fait office de rocade sud et qui est prolongée à l'ouest par les RD 988 puis 188 et 446.
De larges avenues complètent l'offre routière et découpent la commune en plusieurs quartiers, correspondant à la grande zone industrielle à l'est, le parc d'activités de Courtabœuf en grande partie sur la commune et les résidences à l'ouest, dont une large part constituent des HLM.
De cette bonne desserte routière découle la présence de diverses lignes de bus. Une gare routière a été aménagée à proximité du centre commercial. Le principal fournisseur de transports de la commune est le réseau de bus Paris-Saclay qui dispose de quatre lignes parcourant la commune au départ ou à l'arrivée de la gare routière. Les lignes 2, 22 et 23 circulent en ville et dans le parc d'activités de Courtabœuf avant d’emprunter l'autoroute pour mener à la gare de Massy - Palaiseau. La ligne 3 au départ de la gare d'Orsay - Ville dessert tout le centre-ville jusqu’au centre commercial. La ligne 4 au départ de la gare de Bures-sur-Yvette irrigue à la fois les centres-villes de Bures-sur-Yvette et Les Ulis. La ligne 5 au départ de la gare d'Orsay-Ville mène directement au parc industriel. La ligne DM10S mène à Montlhéry via la gare d'Orsay-Ville depuis le lycée de l’Essouriau et la ligne DM10A passe par le parc d'activités dans son trajet entre Orsay et Marcoussis. Le réseau de bus Centre et Sud Yvelines propose les lignes 39-08 depuis la gare de Gif-sur-Yvette, 39-014 depuis la gare d'Orsay-Ville et 39-019 depuis la gare de Courcelle-sur-Yvette. Enfin le réseau de bus Essonne Sud Ouest dessert la commune, et plus spécifiquement le parc d'activités, avec ses lignes 91.02 entre Dourdan et Orsay, 91.03 entre Dourdan et Massy, 91.05 entre Évry et Massy et 91.08 entre la mairie des Ulis et le centre commercial Vélizy 2 via la gare du Guichet.
En outre, la commune est implantée sous le couloir aérien des pistes 3 et 4 de l'aéroport Paris-Orly situé à seulement quinze kilomètres au nord-est. L'aéroport Paris-Charles-de-Gaulle est lui à quarante-six kilomètres au nord-est. L'aviation d'affaires est accessible depuis l'aéroport de Toussus-le-Noble sur le plateau de Saclay à neuf kilomètres au nord-ouest.

### Relief et géologie
Les Ulis sont une ville implantée sur le vaste plateau de Courtabœuf qui domine la vallée de l'Yvette au nord, aussi appelée vallée de Chevreuse.
Le territoire s'étage entre quatre-vingt-sept mètres à la frontière avec Bures-sur-Yvette à l'extrême nord-ouest et cent soixante dix mètres au sud, à proximité du village de Saint-Jean-de-Beauregard au sud. Il s'élève rapidement depuis le point bas situé au niveau de la route départementale 988 pour atteindre cent cinquante-sept mètres dans le Parc Nord à seulement soixante-dix mètres de distance.
Comme tout le Bassin parisien, le sous-sol est constitué de couches successives de sable, meulière et calcaire, déposés sur des argiles et de la marne d’origines marine. Aucun cours d’eau ne traversant le territoire, l’érosion est peu marquée et ne laisse ainsi apparaître que les couches supérieures.

### Climat
Pour des articles plus généraux, voir Climat de l'Île-de-France et Climat de l'Essonne.
En 2010, le climat de la commune est de type climat océanique dégradé des plaines du Centre et du Nord, selon une étude du CNRS s'appuyant sur une série de données couvrant la période 1971-2000. En 2020, Météo-France publie une typologie des climats de la France métropolitaine dans laquelle la commune est exposée à un climat océanique altéré et est dans la région climatique  Sud-ouest du bassin Parisien, caractérisée par une faible pluviométrie, notamment au printemps (120 à 150 mm) et un hiver froid (3,5 °C).
Pour la période 1971-2000, la température annuelle moyenne est de 10,8 °C, avec une amplitude thermique annuelle de 15,2 °C. Le cumul annuel moyen de précipitations est de 673 mm, avec 11,2 jours de précipitations en janvier et 8 jours en juillet. Pour la période 1991-2020, la température moyenne annuelle observée sur la station météorologique la plus proche, située sur la commune de Gometz-le-Châtel à 2 km à vol d'oiseau, est de 11,3 °C et le cumul annuel moyen de précipitations est de 734,7 mm,. Pour l'avenir, les paramètres climatiques de la commune estimés pour 2050 selon différents scénarios d'émission de gaz à effet de serre sont consultables sur un site dédié publié par Météo-France en novembre 2022.
| Mois                                  | jan.             | fév.             | mars            | avril           | mai           | juin           | jui.           | août           | sep.           | oct.            | nov.          | déc.             | année      |
| ------------------------------------- | ---------------- | ---------------- | --------------- | --------------- | ------------- | -------------- | -------------- | -------------- | -------------- | --------------- | ------------- | ---------------- | ---------- |
| Température minimale moyenne (°C)     | 1,5              | 1,3              | 3,4             | 5,3             | 8,6           | 11,6           | 13,4           | 13,2           | 10,4           | 7,9             | 4,4           | 2                | 6,9        |
| Température moyenne (°C)              | 4,1              | 4,6              | 7,7             | 10,5            | 13,9          | 17,1           | 19,3           | 19,2           | 15,8           | 11,9            | 7,4           | 4,5              | 11,3       |
| Température maximale moyenne (°C)     | 6,7              | 7,9              | 11,9            | 15,6            | 19,2          | 22,6           | 25,2           | 25,2           | 21,1           | 15,9            | 10,3          | 7,1              | 15,7       |
| Record de froid (°C) date du record   | −19,2 17.01.1985 | −12,8 07.02.1991 | −9,9 07.03.1971 | −4,5 12.04.1986 | −1 03.05.1967 | 0,8 05.06.1991 | 4,2 04.07.1984 | 4,1 31.08.1986 | 0,7 17.09.1971 | −4,9 30.10.1985 | −9 24.11.1998 | −13,5 29.12.1964 | −19,2 1985 |
| Record de chaleur (°C) date du record | 15,3 27.01.03    | 21,1 27.02.19    | 25,8 31.03.21   | 28,1 25.04.07   | 31,2 27.05.05 | 37,8 18.06.22  | 42,8 25.07.19  | 40 12.08.03    | 36,4 09.09.23  | 29,3 02.10.23   | 21 07.11.15   | 16,8 07.12.00    | 42,8 2019  |
| Précipitations (mm)                   | 59,9             | 53,7             | 53,5            | 51,9            | 73,1          | 60,7           | 60,8           | 59,9           | 52,6           | 64,9            | 67,1          | 76,6             | 734,7      |

## Urbanisme

### Typologie
Au 1er janvier 2024, Les Ulis est catégorisée grand centre urbain, selon la nouvelle grille communale de densité à sept niveaux définie par l'Insee en 2022.
Elle appartient à l'unité urbaine de Paris, une agglomération inter-départementale regroupant 407  communes, dont elle est une commune de la banlieue,,. Par ailleurs la commune fait partie de l'aire d'attraction de Paris, dont elle est une commune du pôle principal,. Cette aire regroupe 1 929 communes,.

### Description générale
| Type d’occupation           | Pourcentage | Superficie (en hectares) |
| --------------------------- | ----------- | ------------------------ |
| Espace urbain construit     | 66,5 %      | 355,85                   |
| Espace urbain non construit | 17,0 %      | 90,98                    |
| Espace rural                | 16,5 %      | 88,38                    |
| Source : Iaurif-MOS 2008    |             |                          |

Plus de 65 % de ce territoire sont urbanisés et construits, 17 % sont urbanisés mais libres, l'espace rural ne représente que 16 %, en majeure partie constitués de parcs et jardins familiaux[Quand ?].

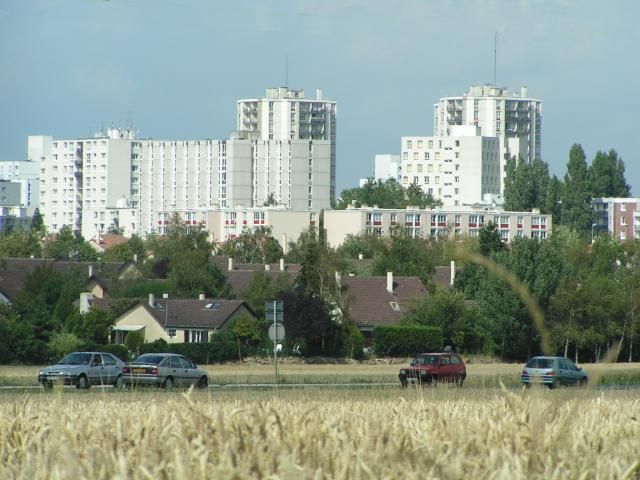
Panorama de ville.

La commune des Ulis, dans le cadre d'une zone à urbaniser en priorité, fut imaginée et créée au milieu des années 1970 sur des terrains pratiquement vierges de construction. Ce sont les architectes et urbanistes Robert Camelot et François Prieur puis Georges-Henri Pingusson qui conçurent en grande partie les plans de la commune, utilisés par la Société d'économie mixte d’Aménagement de Bures, Orsay et Étampes (Samboe) pour édifier la ville nouvelle. Pour répondre aux besoins importants de logements en Île-de-France, l'habitat collectif et les grands ensembles furent privilégiés, ne laissant la place aux pavillons qu’en périphérie, imitant ainsi l’urbanisme nord américain. Les terrains obtenus par démembrement des communes voisines de Bures-sur-Yvette et Orsay laissent un territoire en « U », largement imbriqué avec le quartier orcéen de Mondétour.
Quatre axes routiers majeurs préexistants ont marqué les limites de l'urbanisation et induit un zonage durable. Au centre, coupant le domaine du nord au sud, la route nationale 118 et la route départementale 446 séparent l'espace industriel composé par le parc d'activités de Courtabœuf à l'est de l’espace urbain et commercial à l'ouest. Au nord, la route départementale 188 marque la limite de l'urbanisation et des bois. Au sud, la route départementale 35 matérialise la frontière forte entre l'espace urbanisé des Ulis et les grandes cultures céréalières de Saint-Jean-de-Beauregard. De nouveaux grands axes furent tracés dans la ville, dans la zone industrielle, elles prennent l'appellation de destinations exotiques (Canada, Laponie, Amazonie, Paraná, etc.). En ville, de grandes avenues permettent la circulation automobile, elles prennent les noms d'anciennes provinces de France en respectant leur position géographique d'origine, Provence au sud-est, Guyenne au sud-ouest, Berry au centre, Alsace et Champagne au nord-est, Normandie au nord-ouest.
La moitié ouest fut donc urbanisée pour accueillir plus de dix mille logements, implantés selon les préceptes de Le Corbusier. Un vaste parc urbain est aménagé au nord, dans le prolongement de la vaste forêt de la vallée de Chevreuse, il marque l'entrée de ville et répond aux espaces agricoles et aux jardins familiaux au sud, complétés par un petit parc au sud. Au sud-est en périphérie, un secteur pavillonnaire, séparé de la voie rapide par une coulée verte, assure la continuité sociologique avec le quartier résidentiel de Mondétour à Orsay et permet un passage visuel doux entre les bâtiments industriels et l'agglomération. Ici, les rues prennent l'appellation d'artistes, d'oiseaux et d'arbres. En bordure de la rocade sud sont installés le centre commercial régional Ulis 2 et l’incinérateur de déchets assurant le chauffage urbain de toute l'agglomération. Là aussi, la transition visuelle à l'entrée sud de la ville est douce, le bâti se faisant d'abord avec des pavillons puis de petites tours. Le centre-ville avec l'hôtel de ville et les services administratifs fut effectivement placé au centre de l'espace de vie, à proximité immédiate d’un nouveau parc urbain permettant l'accès piéton au centre commercial.
Les constructions résidentielles et collectives ont été implantées sur des dalles, selon la mode de l'époque, isolant les bâtiments du niveau de la rue. Le cheminement piéton est ainsi sécurisé entre les différents quartiers par dix-neuf passerelles ou des tunnels mêlant les noms des résidences (Amelines et Courteraines) ou des noms d'astres (Lune, Soleil) et de saisons (Automne, Printemps), de sorte qu'il est, en théorie, possible de traverser la commune sans jamais croiser un véhicule à moteur.
Cet urbanisme a cependant très tôt montré ses limites, la concentration urbaine, l'absence de mixité sociale et paradoxalement les difficultés de circulation, notamment des services de police ou d'entretien, ont entraînés le classement de la moitié du territoire urbain en zone urbaine sensible dès 1996, la signature en 2000 d'un contrat de ville sur l'état des lieux formulé ainsi : « Un tissu urbain postérieur à 1968 qui constitue une poche de pauvreté relative dans un environnement à forte potentialité. » et le déclenchement en 2002 d'une opération de renouvellement urbain total pour endiguer « une paupérisation et une baisse sensible de sa population » et « un vieillissement de son urbanisme ».

### Lieux-dits, écarts et quartiers

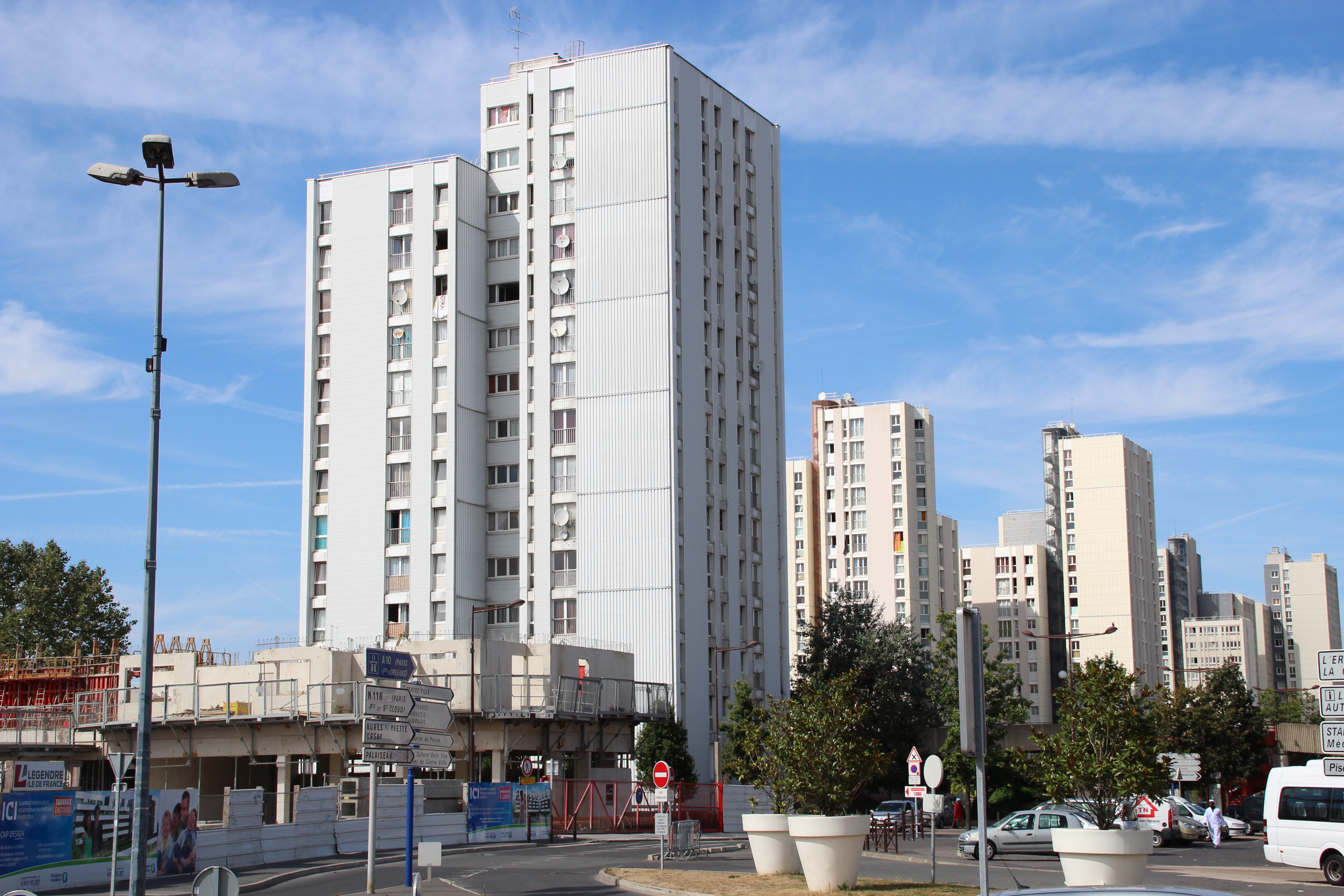
Quartier Ouest, en 2012.

La commune, récente et presque totalement urbanisée, est divisée en nombreux quartiers, correspondant aux diverses résidences et grands ensembles construits, et ne laisse aucun écart ou lieu-dit excentré.
Toute la moitié est du territoire, au-delà de la route nationale 118, est occupée par le vaste parc d'activités de Courtabœuf.
À l'ouest et au centre, la mairie a institué un découpage pour créer des conseils de quartier regroupant plusieurs résidences : 
- Berry-Saintonge qui lie les résidences des Avelines, du Bosquet, de la Daunière, des Fraisiers, de la Vaucouleur et le foyer Adoma[25] ;
- Nord et Centre-Est qui regroupe les résidences Arepa, Arlequin, Barceleau, des Bathes, du Bois du Roi, des Champs-Lasniers, de Chanteraine, des Chardons, de la Châtaigneraie, de Courdimanche, des Millepertuis, des Pampres, de la Treille, des Vignes de Bures[26] ;
- Nord-Ouest où se retrouvent les résidences des Amonts, des Hautes Bergères, des Hautes Plaines, Équinoxe et Tournemire[27] ;
- Plein Sud qui regroupe les résidences du domaine des Ulis, de l'Ermitage, du Jardin des Lys, du Luberon, du Mas Laurent, du Mont Ventoux, des Pendants de Villeziers et de la Queue d’Oiseau[28].

L'Insee découpe la commune en huit îlots IRIS soit Champagne, Bourgogne, Cévennes, Franche-Comté, Saintonge, Anjou, Île-de-France et Queue d'Oiseau.
Plusieurs de ces quartiers sont en proie aux difficultés sociales ou sécuritaires et sont classés prioritaires au titre de la politique de la ville.
De sorte, l'ensemble des quartiers ouest, implantés entre l'avenue de Guyenne à l'ouest, l'avenue de Dordogne au sud, l'avenue des Champs-Lasniers à l'est et l'avenue de Normandie au nord relèvent de la catégorie de zone urbaine sensible (ZUS), comprenant les résidences de la Daunière, des Bosquets, des Amonts, des Avelines, des Hautes Bergères et des Hautes Plaines, et totalisant 14 028 habitants sur quarante-trois hectares soit 54 % de la population communale sur seulement 8 % du territoire. En outre, les quartiers Nord-Est, groupant 4 881 habitants sur dix-huit hectares, compris entre les avenues d'Alsace et de Bourgogne sont eux en contrat urbain, là où sont implantées les résidences Chanteraine, la Châtaigneraie, Courdimanche, les Bathes et le Barceleau. Pour corriger cette situation, un projet de rénovation urbaine, signé avec l'agence nationale pour la rénovation urbaine (ANRU) a été réalisé dans le centre-ville et les quartiers ouest,. Depuis la réforme de 2015, seule une partie des quartiers Ouest est intégrée au sein du dispositif de quartier prioritaire de la politique de la ville, avec 5 457 habitants en 2018.
Au total, trente-trois résidences regroupées en quatre grands quartiers sont réparties aux Ulis. L'ensemble de la commune fut construit et conçu dans les années 1970 selon les préceptes de Le Corbusier par les architectes Robert Camelot, François Prieur et Georges-Henri Pingusson, avec les habitations sur des dalles, rehaussées par rapport au niveau des avenues et accessibles par des passerelles piétonnes.

### Habitat

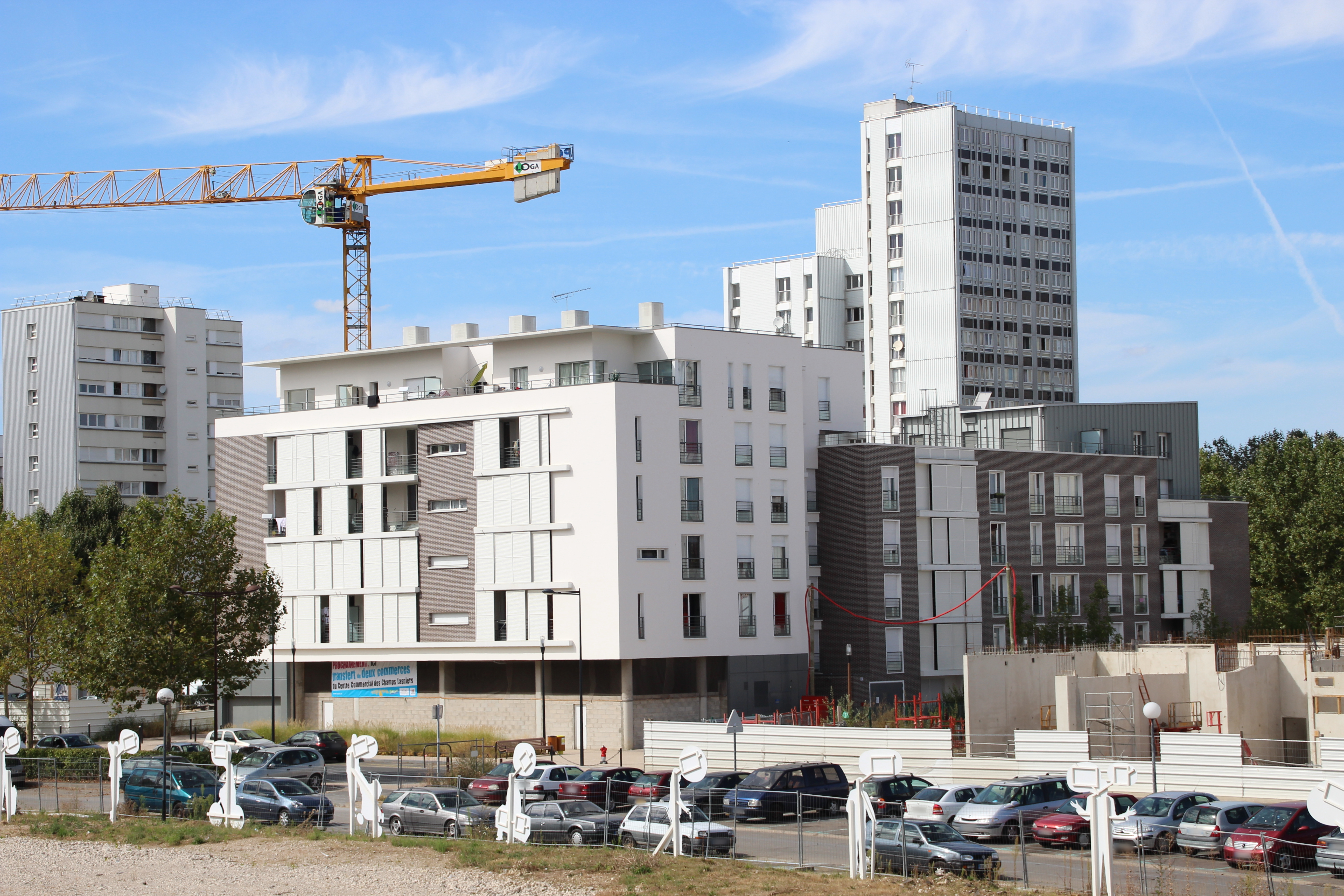
Immeubles des quartiers Ouest.

En 2009, sur les 9 679 logements répartis sur le territoire, 4 479 constituaient le parc HLM, réparti entre neuf bailleurs sociaux, soit 46 % du parc, une concentration de logements sociaux bien supérieure aux préconisations de la loi relative à la solidarité et au renouvellement urbains.

## Toponymie
Attesté As Usleiz en 1231, c'est un terme issu du latin ustulare (brûler), Ullys au XIVe siècle, nom issu de l’ancien français usler, signifiant brûler, défricher par écobuage. Le plateau, autrefois boisé, fut en effet dégagé au Moyen Âge pour être cultivé.
Le nom de la commune est celui d'un ancien fief du XIVe siècle.
Trois anciennes fermes ont donné leurs noms aux quartiers emblématiques de la commune, Courtabœuf à l'est, une « cour à bœuf » et le dernier point de repos avant les Halles de Paris, Mondetour au centre et Montjay à l'ouest.

## Histoire

### Avant Les Ulis

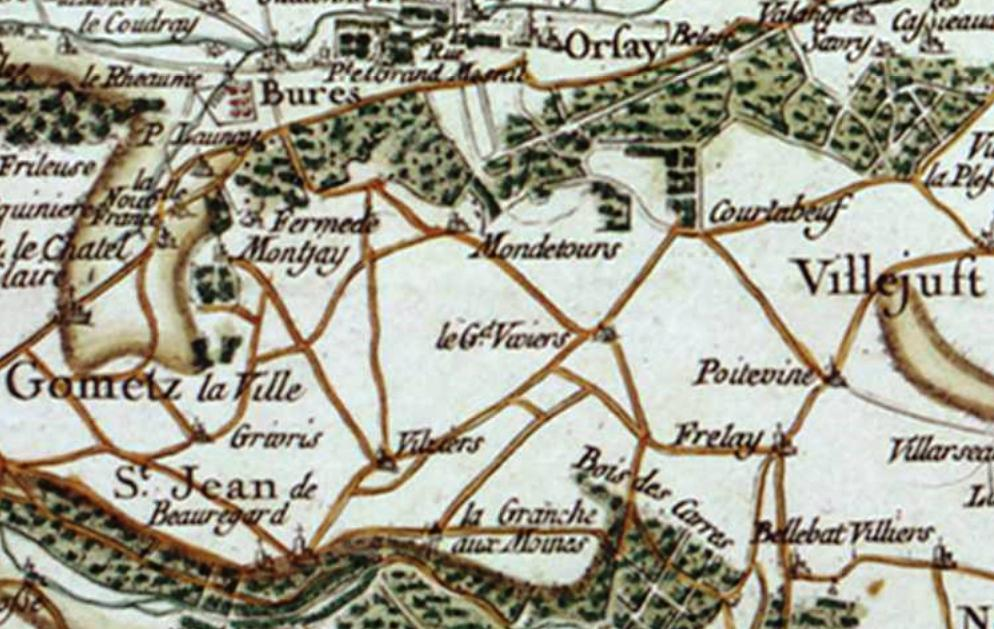
Carte de Cassini de la région des Ulis au XVIIe siècle.

L'occupation humaine de la région remonte très certainement à l'âge du bronze comme en témoignent les découvertes d'outils en 1977 dans la commune voisine de Villejust. À l'époque gallo-romaine, des villa rustica sont implantées sur le vaste plateau de Courtabœuf, dont une, la Villa Bona a donné son nom à Villebon-sur-Yvette. Certains prêtent la même origine au nom Ulis, un propriétaire foncier nommé Uslo.
Au Moyen Âge, les différentes abbayes possédant les lieux ordonnèrent le défrichement par écobuage du plateau pour l'installation de grandes cultures. Une seigneurie aux lieux-dits Courtabœuf et Grand Vivier apparaît d'abord au XIIe siècle dans le cartulaire de l'abbaye de Longpont. Le fief des Ullys apparaît pour la première fois dans un inventaire dressé en 1382.
En 1712, le domaine appartient à Charles Boucher d'Orsay, prévôt des marchands de Paris. En 1767, il revient à Pierre Gaspard Marie Grimod d'Orsay, comte d'Orsay. Le plateau de Courtabœuf était alors la dernière halte des bestiaux avant leur arrivée aux Halles de Paris.
En 1867 est achevée la ligne de Sceaux jusque Limours, traversant l'ouest de la commune actuelle, puis en 1927 la ligne Paris - Chartres par Gallardon qui passait au nord. La ferme du Grand Vivier est alors la plus importante avec ses cent soixante hectares et est consacrée à l'élevage de bovins et ovins ainsi qu'à la culture du blé, de la pomme de terre, de la fraise et de la betterave. Sa distillerie produisait de l'alcool.

### Construction d’une ville nouvelle
En 1952 s'implanta à Saclay le Commissariat à l'énergie atomique (CEA), et, en 1955, sur proposition de Frédéric Joliot-Curie est créé le campus d'Orsay. En 1960 est  décidé le développement du parc d'activités de Courtabœuf.
Pour accompagner cette urbanisation de la grande vallée de Chevreuse, est créée par arrêté ministériel du 30 novembre 1960 une zone à urbaniser en priorité (ZUP) de dix mille logements sur deux cent soixante-cinq hectares répartis sur les communes de Bures-sur-Yvette et Orsay, sur les terraions dépendant des fermes de Montjay, Mondétour, Courtabœuf et Grand Vivier.

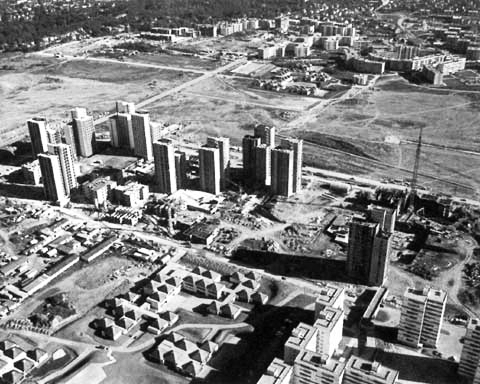
Les Ulis en chantier.

Le 13 mars 1964 est créé le district urbain de Bures-Orsay (DUBO), administré par huit membres de chaque conseil municipal des communes membres, la Société d'économie mixte d'Aménagement de Bures, Orsay et Étampes (Samboe) étant chargée de l'édification de la ville nouvelle selon les plans des urbanistes Robert Camelot et François Prieur puis Georges-Henri Pingusson.
En juillet 1966, l'ensemble des infrastructures sont achevées, conduites d'eau, d'électricité, de téléphone, d'égouts, de chauffage urbain alimenté par l'incinérateur de déchets Thermulis et les routes. La première entreprise, AtoChem s'installe sur le parc d'activités en 1967, suivie en 1968 par Hewlett-Packard. En mai 1968 s'installlent aussi les premiers résidents sans que l'eau courante ne fût disponible dans tous les logements.
En 1971 sont élus les premiers conseillers municipaux du « quartier » des Ulis, pour les communes de Bures et Orsay. En 1972 est achevé le doublement de la route départementale 35 et la jonction entre la route nationale 118 et l'autoroute française A10, prolongée en 1973 jusqu'Orléans.
En 1973 ouvre le centre commercial Ulis 2 avec l'enseigne Carrefour.
Un recensement distinct en 1975 attribuait à la ZUP des Ulis 20 283 habitants. Bures-sur-Yvette seule n'en comptait que 6 889 et Orsay 13 544. La question d'une scission est alors évoquée. Le 14 mars 1976, les habitants des deux communes sont appelés à se prononcer sur trois propositions : « le maintien de la situation administrative telle quelle », « la fusion de Bures-sur-Yvette et d’Orsay en englobant Les Ulis » ou « la création d’une troisième commune appelée Les Ulis ». Les Buressois et les Orcéens votent respectivement à 52,88 % et 50,28 % pour la création d'une nouvelle commune, tandis que les Ulissiens votent majoritairement pour la fusion. Les deux conseils municipaux choisirent également de leur côté la création d'une nouvelle commune (22 élus sur 33).
Actant ce fait, le préfet de l'Essonne, Paul Cousserand, signa le 17 février 1977 l'arrêté préfectoral de création de la 196e commune du département, Les Ulis.
En mars 1977, Paul Loridant est alors élu maire de cette nouvelle ville encore en travaux, qui poursuit son équipement avec l'hôtel de ville, la médiathèque, le centre culturel Boris-Vian, le marché, la poste, les commerces de proximité. En 1982, la commune comptait 28 223 habitants et en 1985 fut créé le canton des Ulis.

### Décadence et renouveau
Dès 1990, outre les problèmes de délinquance et d'insécurité, un premier signe montrait le relatif échec du projet.
La commune perd en huit ans plus de mille résidents et la chute se poursuivit. En 1996, la moitié du territoire est classée en zone urbaine sensible (ZUS). En 1997, la ville reçoit les universités d'été du Mouvement des citoyens (MDC) présidées par Jean-Pierre Chevènement alors ministre de l’Intérieur.
En 2000, un rapport analysait[Lequel ?] la situation ainsi : « Un tissu urbain postérieur à 1968 qui constitue une poche de pauvreté relative dans un environnement à forte potentialité. » et conduit à la signature d'un contrat de ville pour renforcer la cohésion sociale, suivit en 2002 du lancement d’une importante opération de renouvellement urbain pour stopper « une paupérisation et une baisse sensible de sa population » et remédier à « un vieillissement de son urbanisme ».
En 2007, le contrat de ville est remplacé par un contrat urbain de cohésion sociale alors que la commune « fêtait » ses trente ans par un spectacle son et lumière par le Kolektif Alambik.
D'importants travaux sont alors entrepris, démolition de barres d'immeubles et de tours, remplacées par de petits immeubles, équipements nouveaux avec un centre aquatique et un réaménagement du centre-ville, création d’une zone d'aménagement concerté (ZAC), aménagement de nouveaux espaces de vie, implantation de maisons de villes et pavillons, création d’un nouveau pôle de santé pour un coût global estimé à 87 000 000 euros.

## Politique et administration
La commune a été créée en 1977 par démembrement de celles de Bures-sur-Yvette et d'Orsay

### Circonscriptions administratives et électorales

#### Rattachements administratifs
La commune se trouve dans l'arrondissement de Palaiseau du département de l'Essonne
Elle faisait partie du canton d'Orsay de sa création à 1985, année où elle devient le chef-lieu du canton des Ulis. Dans le cadre du redécoupage cantonal de 2014 en France, cette circonscription administrative territoriale a disparu, et le canton n'est plus qu'une circonscription électorale.
L'organisation juridictionnelle rattache les justiciables ulissiens au tribunal d'instance de Palaiseau, au conseil de prud'hommes de Longjumeau, au tribunaux judiciaire et de commerce d'Évry, tous rattachés à la cour d'appel de Paris.

#### Rattachements électoraux
Pour les élections départementales, la commune fait partie depuis 2014 du canton des Ulis
Pour l'élection des députés, elle fait partie de la cinquième circonscription de l'Essonne.

### Intercommunalité
La commune faisait partie de 2013 au 1er janvier 2016 à la communauté d'agglomération du plateau de Saclay et depuis cette date de la communauté d'agglomération Paris-Saclay.

### Tendances et résultats politiques
Commune relativement « populaire », Les Ulis sont fortement ancrés à gauche sans toutefois verser à l'extrême gauche, se singularisant des communes alentour, plus contrastées.
En 2001, le sénateur-maire Paul Loridant, ancien socialiste passé au Mouvement des citoyens, en poste depuis le premier conseil municipal en 1977 est réélu dès le premier tour avec 52,50 % des suffrages, contre seulement 28,08 pour le candidat RPR, le candidat aux élections cantonales (le canton ne comprenant que la commune) remportait lui une victoire écrasante avec 65,59 % des voix.
De la même façon, en 2002, le « parachuté » Stéphane Pocrain (Les Verts remportait 61,35 % des voix aux Ulis, tandis que son adversaire Pierre Lasbordes n'obtenait que 38,65 dans la commune, contre 53,76 % sur l'ensemble de la cinquième circonscription de l'Essonne.
De la même manière, lors du premier tour de l'élection présidentielle de 2002, le candidat Lionel Jospin (PS) était arrivé largement en tête avec 23,43 % des suffrages, dix points de plus que pour le candidat Jacques Chirac (RPR), ce dernier bénéficiant d'un large report des voix au deuxième tour, le candidat Jean-Marie Le Pen (FN) n'obtenant que 10,22 % des voix contre 15,04 % dans le reste du département et 14,43 % dans la région.
Le phénomène se reproduit à la présidentielle de 2007, les électeurs Ulissiens votant à 65,97 % pour Ségolène Royal (PS) contre 34,03 % pour Nicolas Sarkozy (UMP), le département et la région choisissant le second, respectivement à 52,08 % et 52,49 %. puis, aux législatives qui ont suivi, la candidate socialiste aux législatives Maud Olivier remporte aux Ulis l’élection avec 67,44 % alors que l’ensemble de la circonscription reconduit Pierre Lasbordes (UMP) à 50,25 %.
Le choix du candidat de gauche est aussi fait aux Ulis lors de l'élection européenne en 2004, le candidat Harlem Désir (PS) remportant 35,56 % des suffrages, 26 points devant la seconde, Marielle de Sarnez (UDF), cependant avec une partition faible de 43,38 % des électeurs, traduisant le relatif faible intérêt des Ulissiens pour les institutions de l'Union européenne, dont ils rejetèrent à 55,40 % le traité constitutionnel alors qu'ils avaient largement approuvé le traité de Maastricht en 1992 à 60,03 %.
En 2008, la candidate Maud Olivier (PS) remporte le canton dès le premier tour avec 50,49 % des voix et la mairie, malgré une triangulaire défavorable, avec le maintien au second tour du maire sortant Paul Loridant (MRC). Des sections du parti socialiste et du MoDem sont installées dans la commune.

#### Élections présidentielles
Résultats des deuxièmes tours :
- élection présidentielle de 2002 : 89,78 % pour Jacques Chirac (RPR), 10,22 % pour Jean-Marie Le Pen (FN), 81,04 % de participation[53] ;
- élection présidentielle de 2007 : 65,97 % pour Ségolène Royal (PS), 34,03 % pour Nicolas Sarkozy (UMP), 86,14 % de participation[54] ;
- élection présidentielle de 2012 : 71,53 % pour François Hollande (PS), 28,47 % pour Nicolas Sarkozy (UMP), 80,62 % de participation[55] ;
- élection présidentielle de 2017 : 80,81 % pour Emmanuel Macron (EM), 19,19 % pour Marine Le Pen (FN), 71,70 % de participation[56].
- élection présidentielle de 2022 : 58,55 % pour Emmanuel Macron (EM), 41,45 % pour Marine Le Pen (FN), 71,99 % de participation[57].

#### Élections législatives
Résultats des deuxièmes tours :
- élections législatives de 2002 : 61,35 % pour Stéphane Pocrain (Verts), 38,65 % pour Pierre Lasbordes (UMP), 58,13 % de participation[58] ;
- élections législatives de 2007 : 67,44 % pour Maud Olivier (PS), 32,56 % pour Pierre Lasbordes (UMP), 54,74 % de participation[59] ;
- élections législatives de 2012 : 71,06 % pour Maud Olivier (PS), 28,94 % pour Hervé Hocquard (UMP), 51,91 % de participation[60] :
- élections législatives de 2017 : 71,52 % pour Cédric Villani (LREM), 28,48 % pour Laure Darcos (LR), 34,57 % de participation[61].
- élections législatives de 2022 : 70,42% pour Cédric Villani (NUP), 29,58% pour Paul Midy (ENS), 41,51 % de participation[62].
- élections législatives de 2024: 73,10% pour Pierre Larrouturou (NFP), 26,90 pour Paul Midy (EPR), 58,17% de participation[63].

#### Élections européennes
Résultats des deux meilleurs scores :
- élections européennes de 2004 : 35,56 % pour Harlem Désir (PS), 9,56 % pour Marielle de Sarnez (UDF), 43,38 % de participation[64] ;
- élections européennes de 2009 : 20,67 % pour Daniel Cohn-Bendit (Europe Écologie), 19,57 % pour Harlem Désir (PS), 36,48 % de participation[65] ;
- élections européennes de 2014 : 18,11 % pour Pervenche Berès (PS), 16,87 % pour Aymeric Chauprade (FN), 34,37 % de participation[66] ;
- élections européennes de 2019 : 22,90 % pour Nathalie Loiseau (liste LREM), 14,35 % pour Yannick Jadot (liste EELV), 41,02 % de participation[67].
- élections européennes de 2024: 31,47% pour Manon Aubry (LFI), 16,97% pour Jordan Bardella (RN), 43,80% de participation[68].

#### Élections régionales
Résultats des deux meilleurs scores :
- élections régionales de 2004 : 67,73 % pour Jean-Paul Huchon (PS), 24,01 % pour Jean-François Copé (UMP), 64,47 % de participation[69] ;
- élections régionales de 2010 : 75,88 % pour Jean-Paul Huchon (PS), 24,12 % pour Valérie Pécresse (UMP), 43,61 % de participation[70] ;
- élections régionales de 2015 : 58,08 % pour Claude Bartolone (PS), 26,96 % pour Valérie Pécresse (LR), 47,57 % de participation[71].
- élections régionales de 2021: 49,54% pour Julien Bayou (UGE), 31,47% pour Valérie Pécresse (LR), 28,37% de participation[72].

#### Élections cantonales et départementales
Résultats des deuxièmes tours :
- élections cantonales de 2001 : 65,59 % pour Jean-Marc Salinier (PS), 34,41 % pour Guillaume Curnier (RPR), 45,57 % de participation[73] ;
- élections cantonales de 2008 : 50,49 % pour Maud Olivier (PS) élue au premier tour, 14,66 % pour Franck Del Boccio (UMP), 55,81 % de participation[74] ;
- élections départementales de 2015 : 51,04 % pour Jérôme Cauët et Maud Olivier (PS), 48,96 % pour Dominique Fontenaille (DVD) et Françoise Marhuenda (MRC), 40,06 % de participation[75].
- élections départementales de 2021: 61,58% pour Latifa Naji et Thomas Olivier (PS), 38,42% pour Françoise Marhuenda et Igor Trickovsky (DVD), 34,82% de participation[76].

#### Élections municipales
Résultats des deuxièmes tours : 
- élections municipales de 2001 : 52,50 % pour Paul Loridant (MDC) élu au premier tour, 28,08 % pour Guillaume Curnier (RPR), 57,18 % de participation[77] ;
- élections municipales de 2008 : 48,03 % pour Maud Olivier (PS), 41,91 % pour Paul Loridant (MRC), 58,4 % de participation[78] ;
- élections municipales de 2014 : 54,27 % pour Françoise Marhuenda (MDC), 40,59 % pour Sonia Dahou (PS), 57,85 % de participation[79].

Au second tour des élections municipales de 2020 dans l'Essonne, la liste menée par la maire sortante (SE) Françoise Marhuenda est largement battue, avec 37,55 % des suffrages exprimés (1 967 voix, 6 conseillers municipaux élus dont 1 communautaire) par la liste DVG+PCF menée par Clovis Cassan — Sa liste avait manqué la majorité absolue des suffrages au premier tour de seulement 3 voix, et au second tour, la liste menée par le communiste Gabriel Laumosne  l'avait rallié —, qui obtient 62,44 % des suffrages (3 271 voix, 29 conseillers municipaux dont 5 communautaires), lors d'un scrutin marqué par 59,38 % d'abstention.

#### Référendums
- référendum de 2000 relatif au quinquennat présidentiel : 77,74 % pour le Oui, 22,26 % pour le Non, 29,38 % de participation[82] ;
- référendum de 2005 relatif au traité établissant une Constitution pour l’Europe : 55,40 % pour le Non, 44,60 pour le Oui, 68,22 % de participation[83].

### Liste des maires
Cinq maires se sont succédé à la tête de l’administration municipale depuis la création de la commune en 1977 :
| Période       | Période                        | Identité            | Étiquette   | Qualité |
| ------------- | ------------------------------ | ------------------- | ----------- | --- |
| mars 1977     | mars 2008                      | Paul Loridant,      | PS puis MRC | Directeur retraité de la Banque de France Sénateur de l'Essonne (1986 → 2004) |
| mars 2008     | juillet 2012                   | Maud Olivier        | PS          | Ancienne responsable commerciale Députée de l'Essonne (5e circ.) (2012 → 2017) Conseillère générale des Ulis (2002 → 2015) Vice-présidente du conseil général de l'Essonne (2004 → 2012) Démissionnaire pour cause de cumul des mandats |
| juillet 2012  | avril 2014                     | Sonia Dahou         | PS          | Cadre à la DGFiP 4e adjointe au maire (2008 → 2012) |
| avril 2014    | juillet 2020                   | Françoise Marhuenda | MRC puis SE | Retraitée Conseillère départementale des Ulis (2015 → 2021) Vice-présidente du conseil départemental de l'Essonne (2015 → 2021) Vice-présidente de la CA Paris-Saclay (2016 → 2020)                                                     |
| juillet 2020, | En cours (au 22 décembre 2020) | Clovis Cassan       | PS          | Ancien assistant parlementaire, cadre territorial 7e vice-président de la CA Paris-Saclay (2020 → ) |

### Politique de développement durable
La ville a engagé une politique de développement durable en lançant une démarche d'Agenda 21 en 2008.

### Jumelages et partenariats
Les Ulis sont jumelées depuis 2019 avec  Naumbourg (Allemagne)
| Les Ulis Sédhiou Thetford Sátão |

Les Ulis ont développé des associations de jumelage avec:
- Sédhiou (Sénégal) depuis 1995 située à 4 307 kilomètres[92].
- Thetford (Royaume-Uni) depuis octobre 1996, en anglais Thetford, située à 431 kilomètres[93].
- Sátão (Portugal) depuis juin 2009, en portugais Sátão, située à 1 177 kilomètres[94].

Elle a en outre mis en œuvre un partenariat de développement avec Gropeni en Roumanie.

## Population et société

### Démographie

#### Évolution démographique
L'évolution du nombre d'habitants est connue à travers les recensements de la population effectués dans la commune depuis 1975. Pour les communes de plus de 10 000 habitants les recensements ont lieu chaque année à la suite d'une enquête par sondage auprès d'un échantillon d'adresses représentant 8 % de leurs logements, contrairement aux autres communes qui ont un recensement réel tous les cinq ans,.

En 2022, la commune comptait 25 633 habitants, en évolution de +3,08 % par rapport à 2016 (Essonne : +2,89 %, France hors Mayotte : +2,11 %).
| 1975   | 1982   | 1990   | 1999   | 2006   | 2011   | 2016   | 2021   | 2022   |
| ------ | ------ | ------ | ------ | ------ | ------ | ------ | ------ | ------ |
| 20 283 | 28 223 | 27 164 | 25 785 | 24 962 | 24 641 | 24 868 | 25 253 | 25 633 |

La construction de la ZUP des Ulis démarra durant l'été 1968 avec une première tranche de dix mille logements, intégrée aux communes de Bures-sur-Yvette et Orsay. Alors qu'une fusion de ces deux communes était envisagée au début des années 1970, cinq ans plus tard, il était plus probable de créer une nouvelle commune distincte. En 1975, année de recensement national, un recensement différencié fut donc réalisé pour la zone des Ulis, qui regroupait alors 20 283 habitants, quand Orsay ne comptait que 13 544 résidents et Bures-sur-Yvette seulement 6 889. La commune est officiellement créée par arrêté préfectoral le 17 février 1977. Elle poursuivit une croissance rapide puisqu'en 1982, on y dénombrait 28 223 Ulissiens, aujourd'hui point culminant démographique. En effet, les difficultés sociales apparues très tôt entraînèrent une décroissance continue durant les vingt dernières années, la commune ne comptant plus que 24 962 habitants lors du recensement des personnes intervenu en 2006, elle a ainsi perdu près de 12 % de sa population quand les deux communes d’origines croissaient de 25 % pour Bures-sur-Yvette et 18 % pour Orsay.
L'immigration représente une part relativement importante de la population communale, ainsi en 1999, 14,7 % des habitants étaient étrangers, ce qui fait d'elle une commune relativement multiculturelle, on y trouve 3,9 % de Portugais, 2,4 % de Marocains, 2,3 % d'Algériens, 0,9 % de Tunisiens, 0,2 % d'Italiens et de Turcs et 0,1 % d'Espagnols. En 2009, la ville comptait 5 154 immigrés (nés étrangers à l'étranger) sur une population totale de 24 691 habitants soit 20,1% de sa population.

#### Pyramide des âges
La population de la commune est relativement jeune.
En 2018, le taux de personnes d'un âge inférieur à 30 ans s'élève à 43,1 %, soit au-dessus de la moyenne départementale (39,9 %). À l'inverse, le taux de personnes d'âge supérieur à 60 ans est de 17,6 % la même année, alors qu'il est de 20,1 % au niveau départemental.
En 2018, la commune comptait 12 063 hommes pour 12 701 femmes, soit un taux de 51,29 % de femmes, légèrement supérieur au taux départemental (51,02 %).
Les pyramides des âges de la commune et du département s'établissent comme suit.
| Hommes | Classe d’âge | Femmes |
| ------ | ------------ | ------ |
| 0,1    | 90 ou +      | 0,6    |
| 4,1    | 75-89 ans    | 4,4    |
| 12,0   | 60-74 ans    | 13,9   |
| 18,0   | 45-59 ans    | 17,7   |
| 21,1   | 30-44 ans    | 22,0   |
| 19,5   | 15-29 ans    | 18,4   |
| 25,2   | 0-14 ans     | 23,2   |

| Hommes | Classe d’âge | Femmes |
| ------ | ------------ | ------ |
| 0,5    | 90 ou +      | 1,4    |
| 5,4    | 75-89 ans    | 7,2    |
| 12,9   | 60-74 ans    | 13,9   |
| 20     | 45-59 ans    | 19,4   |
| 19,9   | 30-44 ans    | 20,1   |
| 20     | 15-29 ans    | 18,2   |
| 21,3   | 0-14 ans     | 19,8   |

### Enseignement
Les établissements scolaires des Ulis sont tous rattachés à l’académie de Versailles.
La commune dispose sur son territoire[Quand ?] des écoles maternelles du Parc, Tournemire 1 et 2, Barceleau et le Bosquet 1 et 2, de l’école élémentaire du Bosquet et des écoles primaires de la Queue d’Oiseau, Courdimanche, les Avelines, les Bergères, la Dimancherie et Millepertuis. Les élèves poursuivent ensuite leur scolarité dans deux collèges, Mondétour ou Aimé Césaire, le premier disposant d’une classe relais, les deux d’une section d'enseignement général et professionnel adapté (Segpa), puis au lycée professionnel, général et technologique de l’Essouriau.
S’ajoute l’institut médico-éducatif Nouaille pour l’enseignement à domicile d’enfants souffrant de troubles psychologiques. Quatre crèches collectives, deux crèches familiales et deux haltes-garderies accueillent les enfants non scolarisés. Une crèche inter-entreprise a été mise en place dans le parc d’activités de Courtabœuf. La commune ne dispose pas de centre de loisirs élémentaire, les enfants sont transportés vers le centre des Quatre-Saisons à Marcoussis et celui du Bois-Persan à Orsay, les jeunes enfants sont accueillis dans les établissements scolaires. La fédération des conseils de parents d'élèves (Fcpe) et la fédération des parents d'élèves de l'enseignement public (Peep) sont actives dans les établissements Ulissiens, les Scouts et Guides de France sont présents sur la commune. Un centre d'information et d'orientation renseigne les jeunes de la commune sur les filières de formation.

### Santé
La commune ne dispose d’aucun établissement de santé sur son territoire depuis la fermeture dans les années 1990 de la clinique.
Une résidence pour personnes âgées est implantée à proximité du centre-ville. Un service d'éducation spécialisée et de soins à domicile est installé dans la commune, deux centres de protection maternelle et infantile accueillent les familles au Bosquet et à Courdimanche, complétés par un centre de planification familiale et un centre médico-psychologique pour mineurs. Quarante-trois médecins, treize chirurgiens-dentistes et huit pharmacies exercent dans la commune.
En partenariat avec l’Agence Régionale de Santé d’Ile-de-France et le Centre Hospitalier d’Orsay, la communauté d’agglomération Paris Saclay lance en 2015 un Conseil Local de Santé Mentale.

### Autres services publics

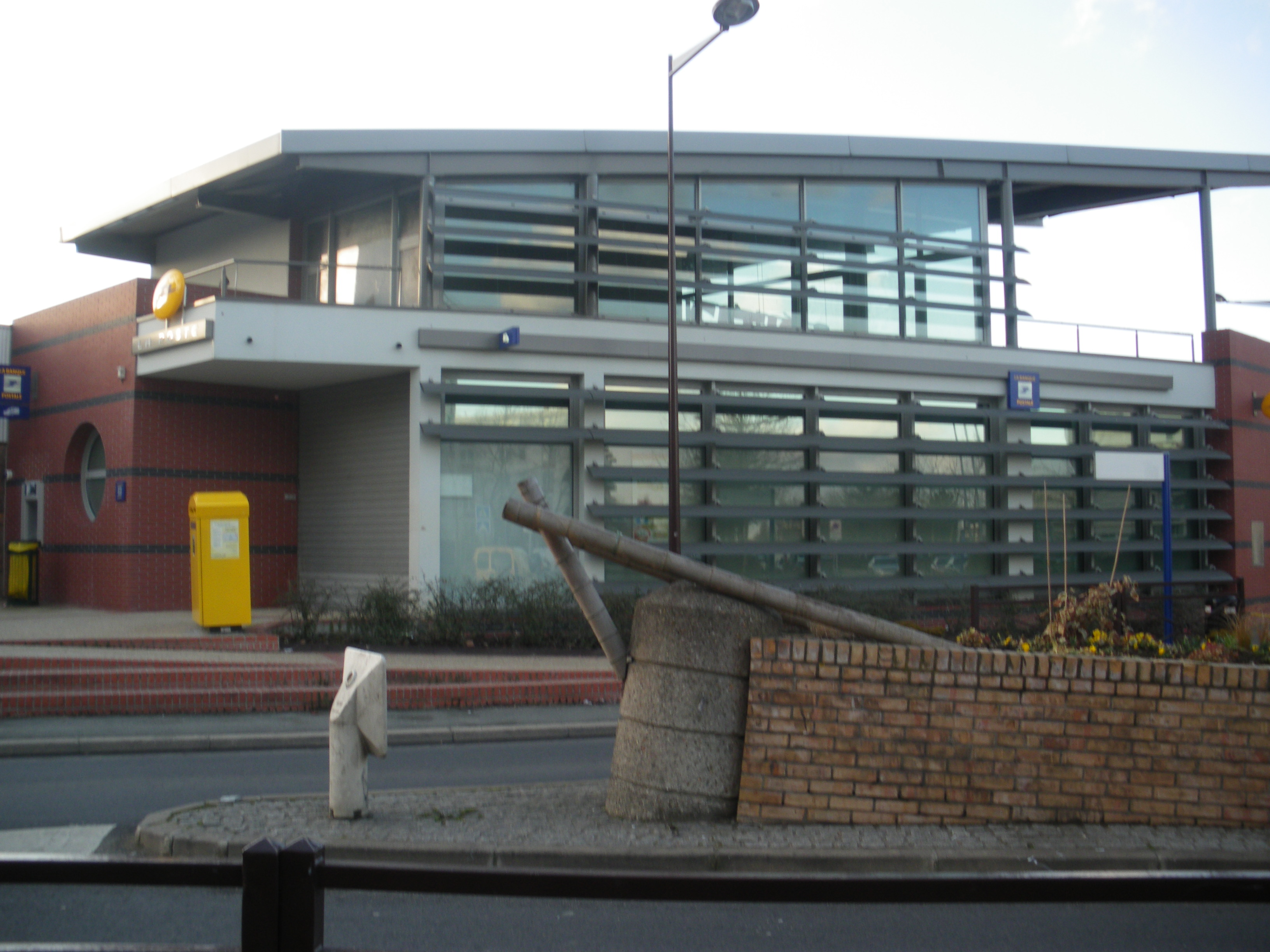
La poste annexe.

Centre urbain important et récent, Les Ulis ont été pensés pour accueillir un certain nombre de représentations des services publics. La commune dispose de deux agences postales en centre-ville et aux Amonts, d’une maison de justice et du droit et d’une permanence du délégué du médiateur de la République, d’une agence de la caisse d’allocations familiales et de la caisse primaire d'assurance maladie, d’une agence du pôle emploi, d’une trésorerie principale. Une étude de notaire est installée aux Ulis.

### Sécurité
La ville des Ulis a été précurseur dès 1999 pour la mise en place de la police de proximité, avec notamment des agents en VTT, l’espace piéton étant prépondérant dans la ville et inaccessible pour les véhicules classiques. À noter que, pendant quelques années, une police montée a été utilisée sur le parking du centre commercial. La commune dispose sur son territoire d’un commissariat subdivisionnaire de police et d’un centre des douanes. La sécurité des personnes et des biens est aussi assurée par un centre de secours mixte. Pour lutter contre la délinquance et l’insécurité endémique dans la commune, la municipalité a signé en décembre 2000 un contrat de ville, remplacé en mars 2007 par un contrat urbain de cohésion sociale.

### Culture
La commune des Ulis dispose de divers lieux de culture. Le plus important est le centre culturel Boris-Vian, théâtre, salle de concert et de danse dirigé par la compagnie 3.5.81, il dispose de huit cents places assises et d’une salle d’exposition de cent quatre-vingts mètres carrés. Deux salles de cinéma sont installées dans la commune, le complexe UGC avec quatre salles dans le centre commercial et la salle Jacques-Prévert de deux cent dix places classée Art et Essai. S’ajoutent la médiathèque François-Mitterrand, le théâtre de verdure et le café musical Radazik. Un espace appelé le « Donjon » regroupe les associations culturelles de la commune.

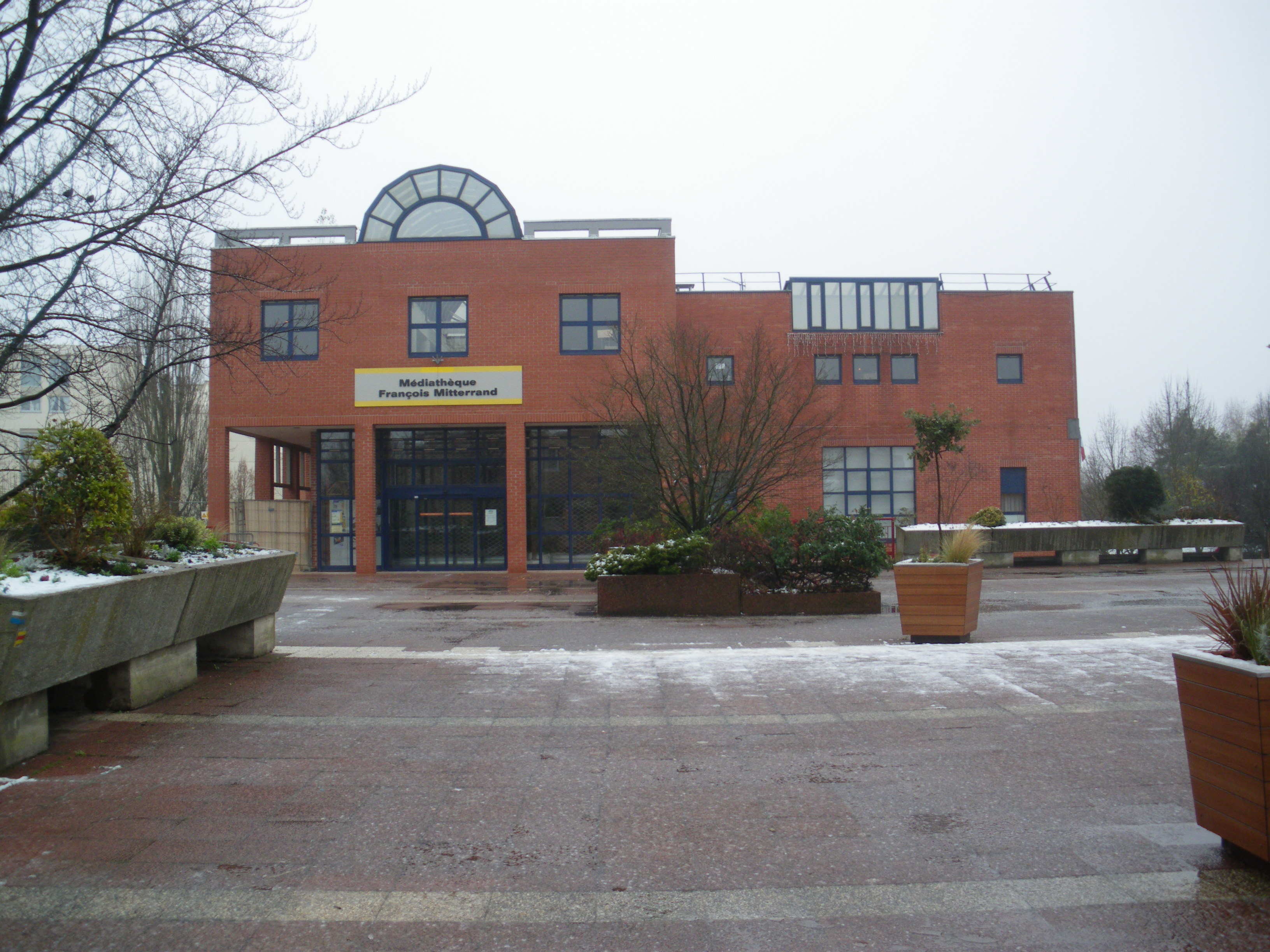
La médiathèque François-Mitterrand.
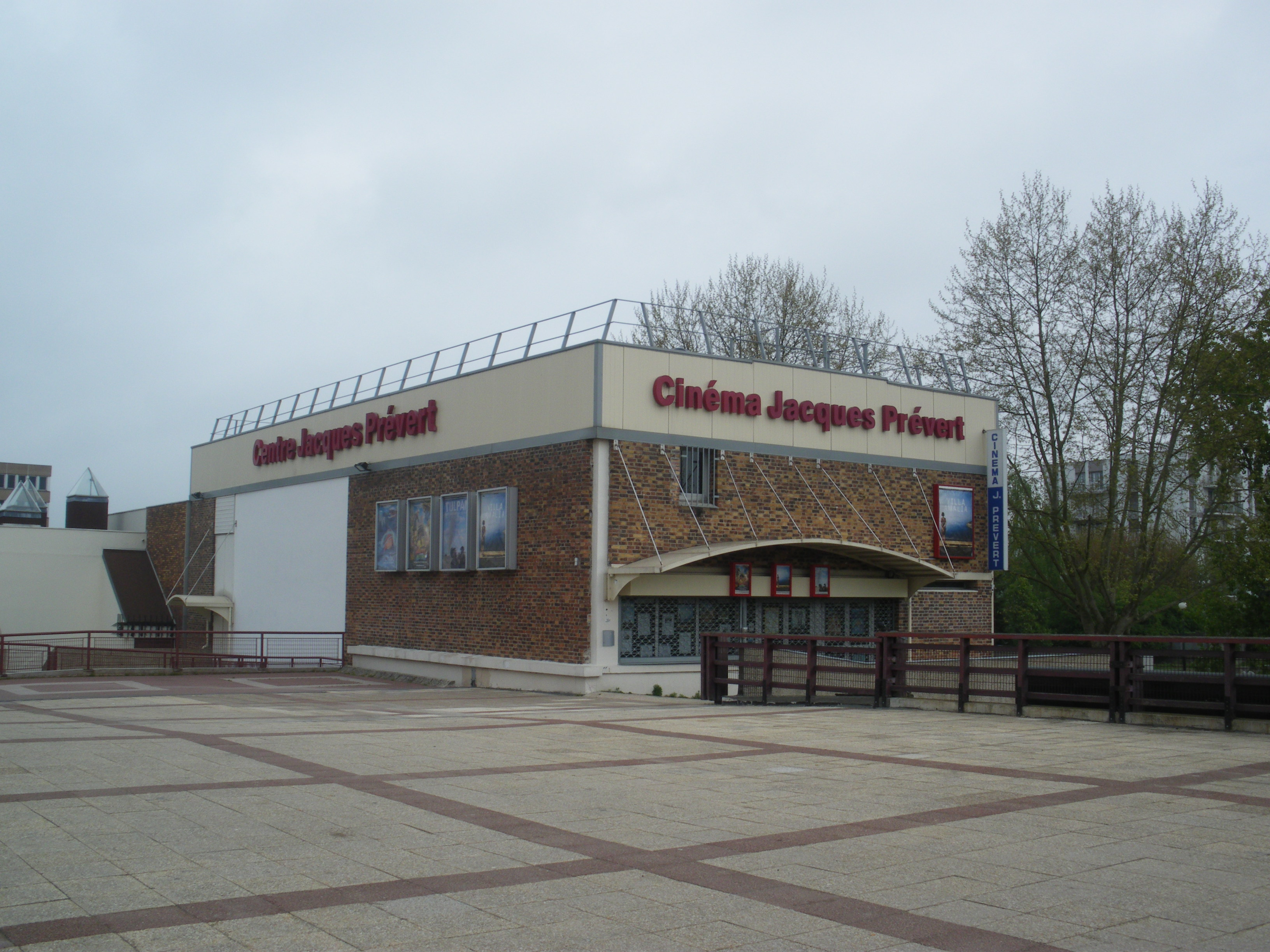
Le cinéma Jacques-Prévert.
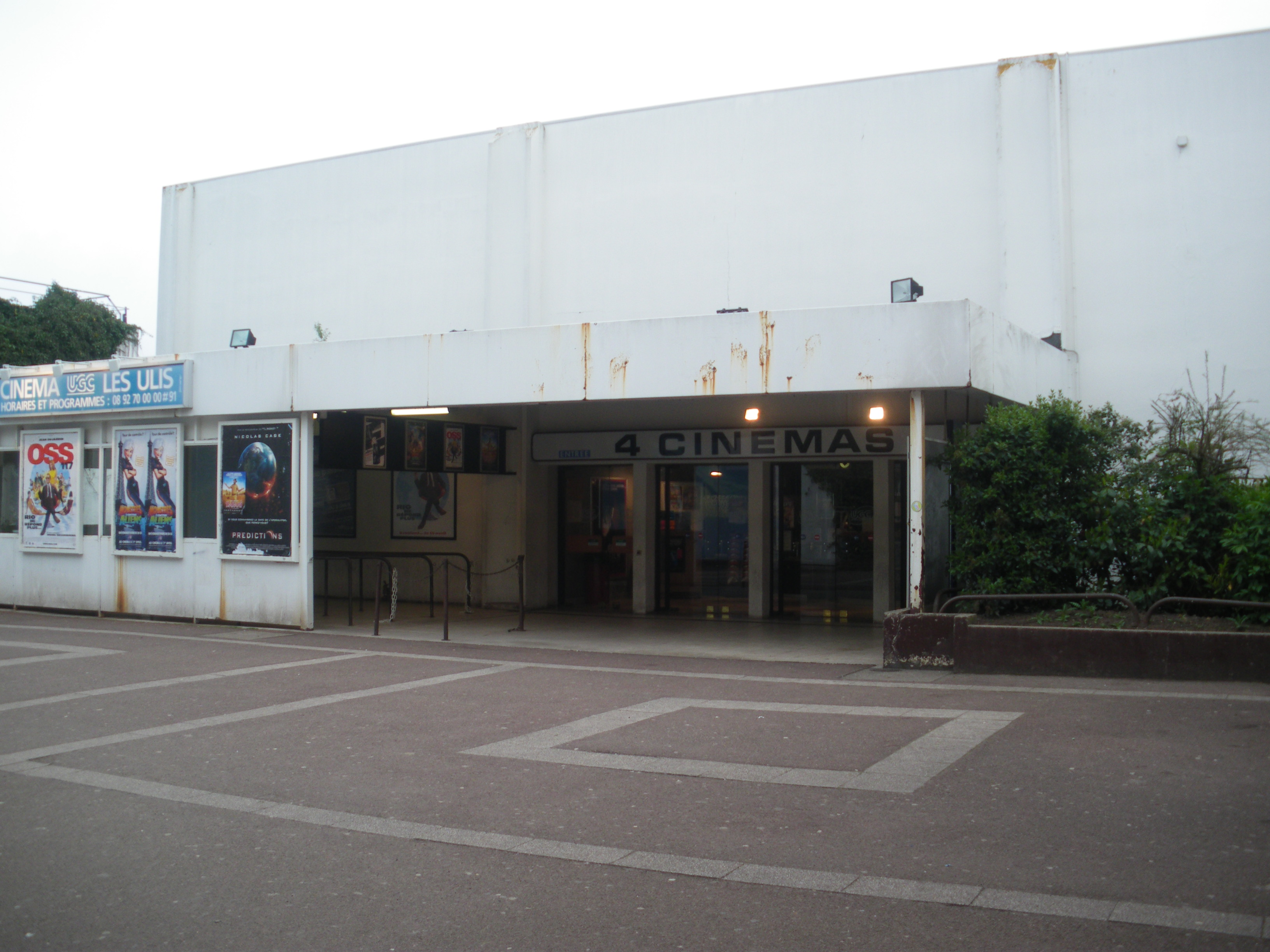
Le cinéma UGC.
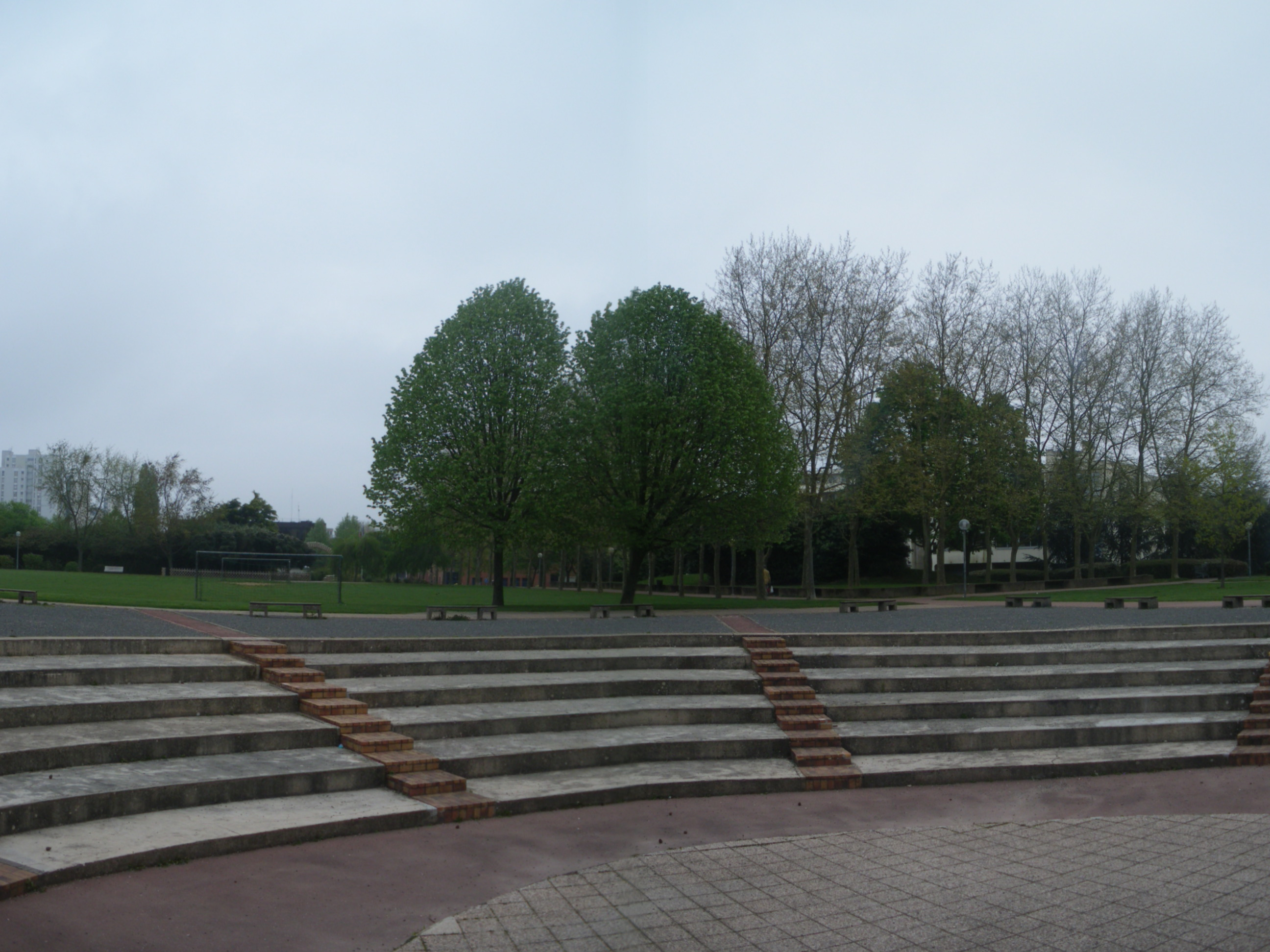
Le théâtre de verdure.
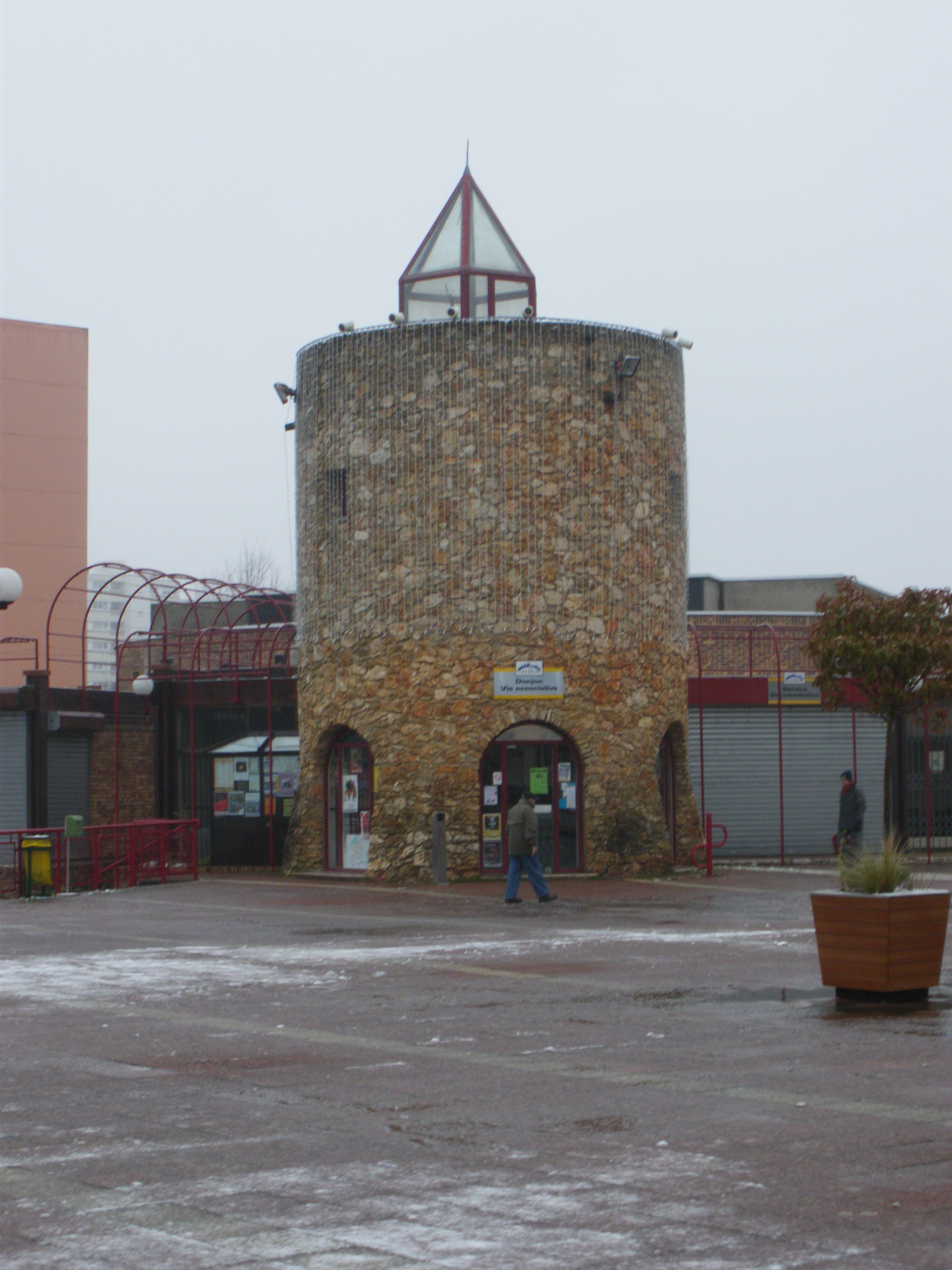
Le Donjon, espace associatif.

### Sports
La commune dispose de divers équipements sportifs répartis sur le territoire. Les vastes parcs accueillent des équipements divers : le parc Nord est équipé d’un parcours de santé, le parc Urbain d’un skatepark, d’une plaine de jeu pour le basket-ball et le handball et d’un terrain de football à 7, le parc Sud dispose d’un terrain de football et de deux courts de tennis couverts. Le plus important équipement est le stade Jean-Marc-Salinier avec deux terrains de football dont un d’honneur et un stabilisé, deux courts de tennis et un skatepark. La piscine est équipée d’un bassin de nage de vingt-cinq mètres, d’un bassin à vagues de deux cent cinquante mètres carrés et d’une pataugeoire de quarante mètres carrés. Les autres équipements sont disposés dans chaque quartier, avec quatre gymnases à Courdimanche, l’Essouriau, les Amonts et l’Épi d’Or, un boulodrome à Courdimanche, un dojo et une salle polyvalente aux Bathes, sept courts de tennis et deux courts couverts, ainsi qu’un pas de tir à l'arc à Courtabœuf, deux terrains de football aux Pampres, trois terrains de basket-ball et handball à l’Essouriau, à Courdimanche et aux Amonts, deux courts de tennis aux Amonts et trois à Courdimanche, et un poney-club à proximité du centre-ville. La plupart des disciplines sont affiliées au club omnisports des Ulis. Plusieurs sportifs internationaux sont d’anciens Ulissiens, dont le footballeur Thierry Henry qui a débloqué en 2009 200 000 euros à travers sa fondation (the one 4 all foundation) et la ville 255 000 euros, pour la construction d’un stade à 7 dans le quartier des Bosquets.

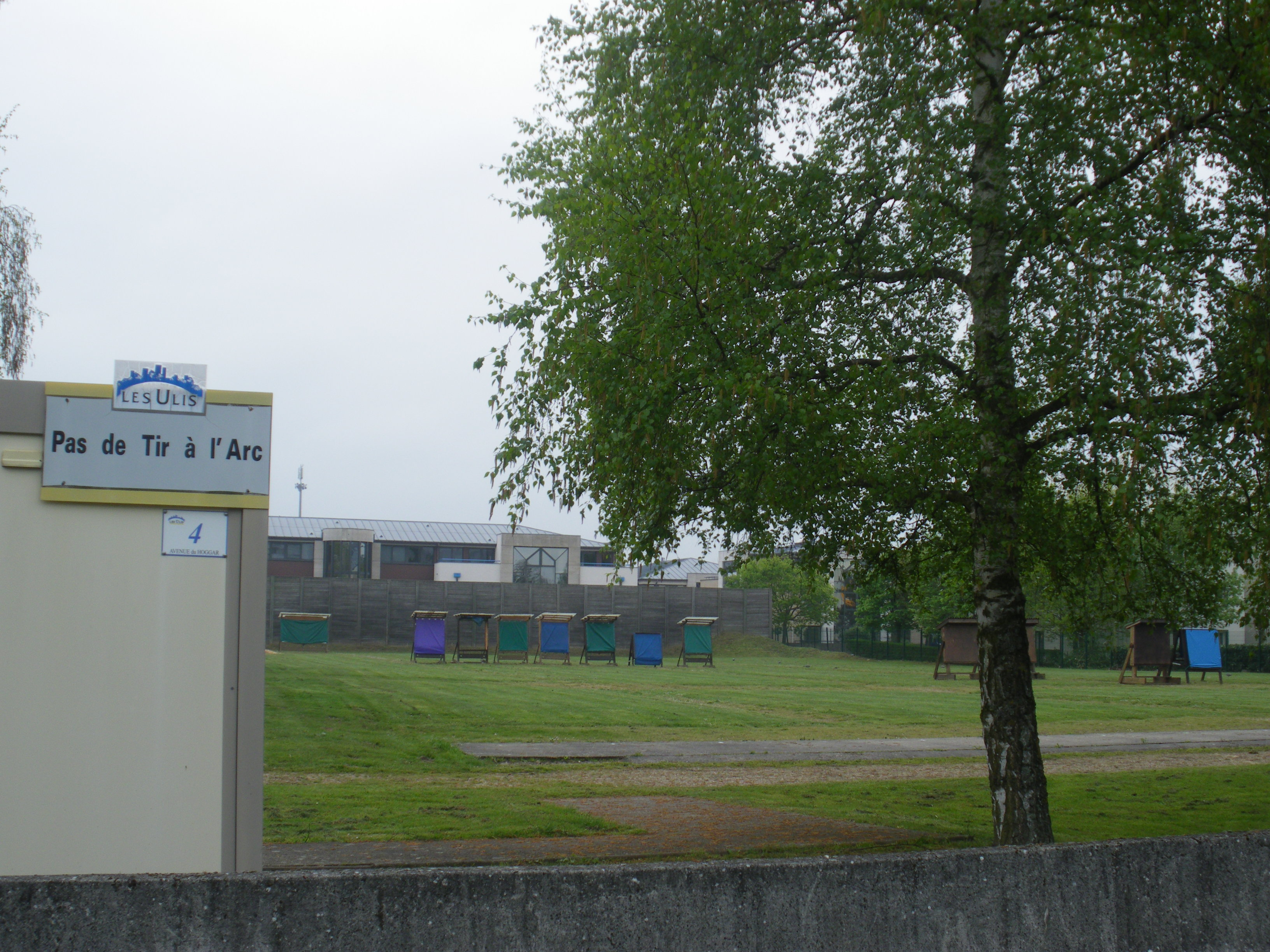
Le pas de tir à l’arc.

### Lieux de culte
Le territoire de la paroisse catholique des Ulis, rattachée au diocèse d'Évry-Corbeil-Essonnes, dépasse le périmètre de la commune puisque lui sont rattachés les quartiers de Mondétour, du Bois du Roi et du Bois Persan, situé sur la commune d'Orsay et de Montjay, situé sur la commune de Bures-sur-Yvette. Elle est le siège du secteur pastoral de l’Yvette-Gif-Orsay. Le centre Jean-XXIII accueille l’administration paroissiale et l’église Saint-Jean-Baptiste. Elle est complétée pour l’accueil des fidèles par la chapelle Notre-Dame de Montjay (située sur la commune de Bures) ; l’ancienne chapelle Notre-Dame-de-la-Plaine, qui était située à Mondétour (commune d’Orsay) n’est plus en service depuis 2010.
La communauté israélite se réunit dans la synagogue des Ulis.
Un projet de construction de mosquée pour la communauté musulmane, s’est achevé en 2019.

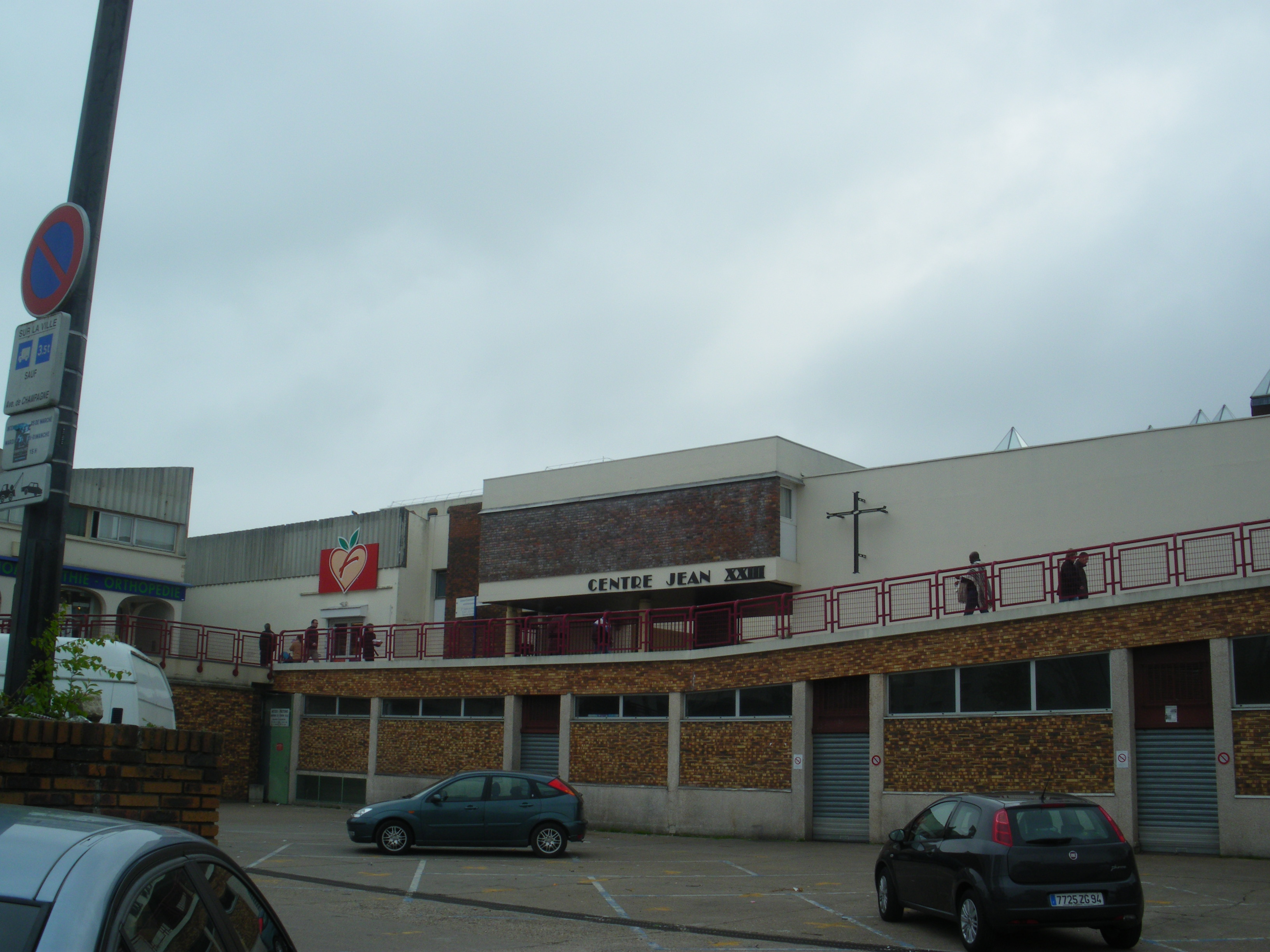
Le centre Jean-XXIII.
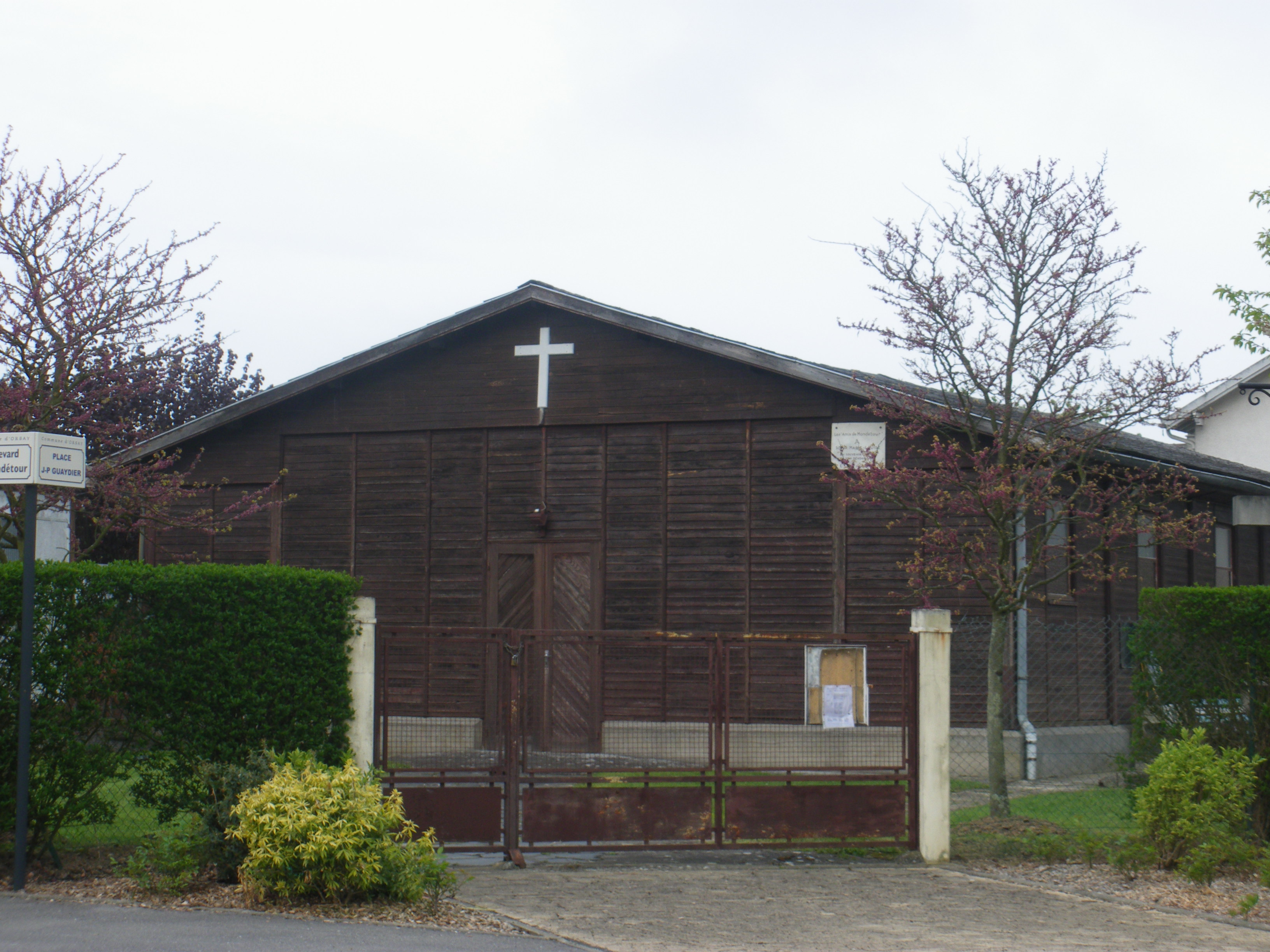
L’ancienne chapelle Notre-Dame-de-la-Plaine.

### Médias
La commune est située dans le bassin d’émission des chaînes de télévision France 3 Paris Île-de-France Centre, IDF1 et Téléssonne intégré à Télif. L’hebdomadaire Le Républicain relate les informations locales dans son édition Nord-Essonne comme la station de radio EFM. La mairie a mis en place une WebTV relatant les actualités communales. Deux journaux associatifs sont diffusés dans la commune, les Passerelles de l'Yvette, journal paroissial et Le Phare pour la vie locale.

## Économie
Le site historique de la commune fut jusqu’aux années 1960 exclusivement consacré à l’agriculture maraîchère et céréalière. En 1967 ouvrit la première entreprise dans ce qui deviendrait le parc d'activités de Courtabœuf, suivie en 1973 par l’ouverture du centre commercial Ulis 2, constituant les deux centres économiques de la commune. Un marché est organisé les mardis, vendredis et dimanches matin.
En 1999, l’Insee  attribue la ville à la zone d’emploi d’Orsay qui rassemble vingt-cinq communes et 125 975 habitants en 1999, les Ulissiens comptant pour 20 % du total. Parmi les 5 536 établissements que comptait la zone en 2004 et les vingt plus grandes, plusieurs sont implantés aux Ulis, dont Ares, Carrefour Marchandises Internationales, le centre de compétences Hewlett-Packard France, Apple France et le Laboratoire Français du Fractionnement et des Biotechnologies (LFB) qui y a son siège social. Au total, ce sont ainsi mille cent quatre-vingt-dix entreprises qui étaient installées sur le territoire communal, exerçant à 60,2 % dans le secteur des services, employant en 2006 15 343 salariés, la commune ne comptant à la même époque que 13 662 personnes comptabilisées dans la population active. La concentration d’entreprises et de voies d’accès a aussi induit l’implantation d’un tourisme d'affaires et donc de cinq hôtel totalisant en 2008 trois cent seize chambres. Elle engendre aussi un certain nombre de pollutions, de grands établissements sont ainsi recensés par le registre français des émissions polluantes, le LFB pour ses rejets de composés organiques volatils, sa production de déchets dangereux et ses prélèvements en eau potable, Systronic pour ses rejets de plomb, sa production de déchets dangereux et ses prélèvements en eau potable et l’incinérateur de déchets Thermulis pour ses rejets de dioxyde de carbone, d’oxyde d'azote et ses prélèvements en eau potable. Depuis novembre 2005, la commune est au cœur de l’opération d'Intérêt National de Massy Palaiseau Saclay Versailles Saint-Quentin-en-Yvelines.

### Emplois, revenus et niveau de vie
Ces atouts économiques ne profitent cependant pas à l’ensemble des Ulissiens puisque 10,9 % d’entre eux étaient au chômage en 1999 et que le revenu net imposable moyen ne s’élevait qu’à 19 967 euros, 41,5 % de la population ne payant pas d’impôt sur le revenu et que 65,4 % des résidents n’étaient que locataires de leur logement, dont 52,2 % en HLM. Le revenu fiscal médian par ménage était en 2006 de 15 571 euros, ce qui plaçait Les Ulis au 17 550e rang parmi les 30 687 communes de plus de cinquante ménages en métropole et au cent quatre vingt-troisième rang départemental.
| Répartition des emplois par catégorie socioprofessionnelle en 2006. |              |                                           |                                                   |                            |                          |                           |
|                                                                     | Agriculteurs | Artisans, commerçants, chefs d’entreprise | Cadres et professions intellectuelles supérieures | Professions intermédiaires | Employés                 | Ouvriers                  |
| Les Ulis                                                            | 0,0 %        | 2,4 %                                     | 37,1 %                                            | 26,5 %                     | 20,7 %                   | 13,3 %                    |
| Zone d’emploi d’Orsay                                               | 0,2 %        | 3,7 %                                     | 36,2 %                                            | 26,2 %                     | 21,4 %                   | 12,3 %                    |
| Moyenne nationale                                                   | 2,2 %        | 6,0 %                                     | 15,4 %                                            | 24,6 %                     | 28,7 %                   | 23,2 %                    |
| Répartition des emplois par secteur d'activité en 2006.             |              |                                           |                                                   |                            |                          |                           |
|                                                                     | Agriculture  | Industrie                                 | Construction                                      | Commerce                   | Services aux entreprises | Services aux particuliers |
| Les Ulis                                                            | 0,3 %        | 19,7 %                                    | 2,0 %                                             | 31,4 %                     | 25,7 %                   | 3,9 %                     |
| Zone d’emploi d’Orsay                                               | 1,0 %        | 13,4 %                                    | 3,8 %                                             | 18,1 %                     | 30,5 %                   | 5,4 %                     |
| Moyenne nationale                                                   | 3,5 %        | 15,2 %                                    | 6,4 %                                             | 13,3 %                     | 13,3 %                   | 7,6 %                     |
| Sources : Insee                                                     |              |                                           |                                                   |                            |                          |                           |

### Parc d’activité de Courtabœuf
En 1960 est  décidé par le gouvernement l’implantation d’un parc d’activités sur le plateau de Courtabœuf. La commune d’Orsay comme ses voisines doit alors céder des espaces de culture pour accueillir en 1967 la première structure : Atochem, la ZUP des Ulis devant accompagner l’essor industriel. Ce parc d’activités, aujourd’hui premier parc tertiaire d’Europe, est connu sous le nom de Parc d'activités de Courtabœuf.

### Centre commercial Ulis 2
Pour accompagner l’essor industriel et urbain, la construction d’un vaste centre commercial fut décidée. Le centre, ouvert en 1973, est équipé de trois mille deux cents places de stationnement et accueille cent dix boutiques et une grande surface à l’enseigne Carrefour.

## Culture locale et patrimoine

### Patrimoine environnemental

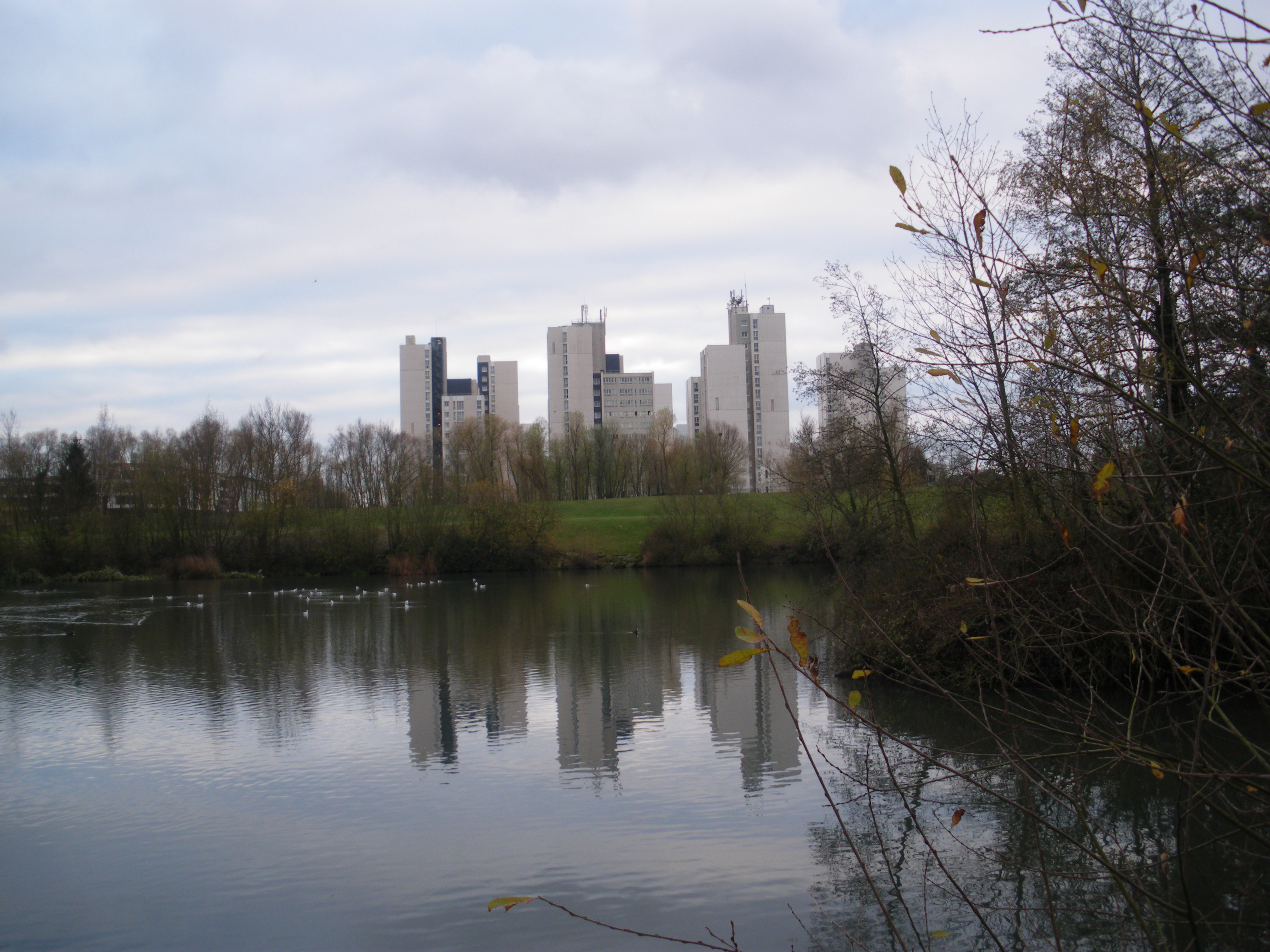
Les Ulis vus du Parc Nord.

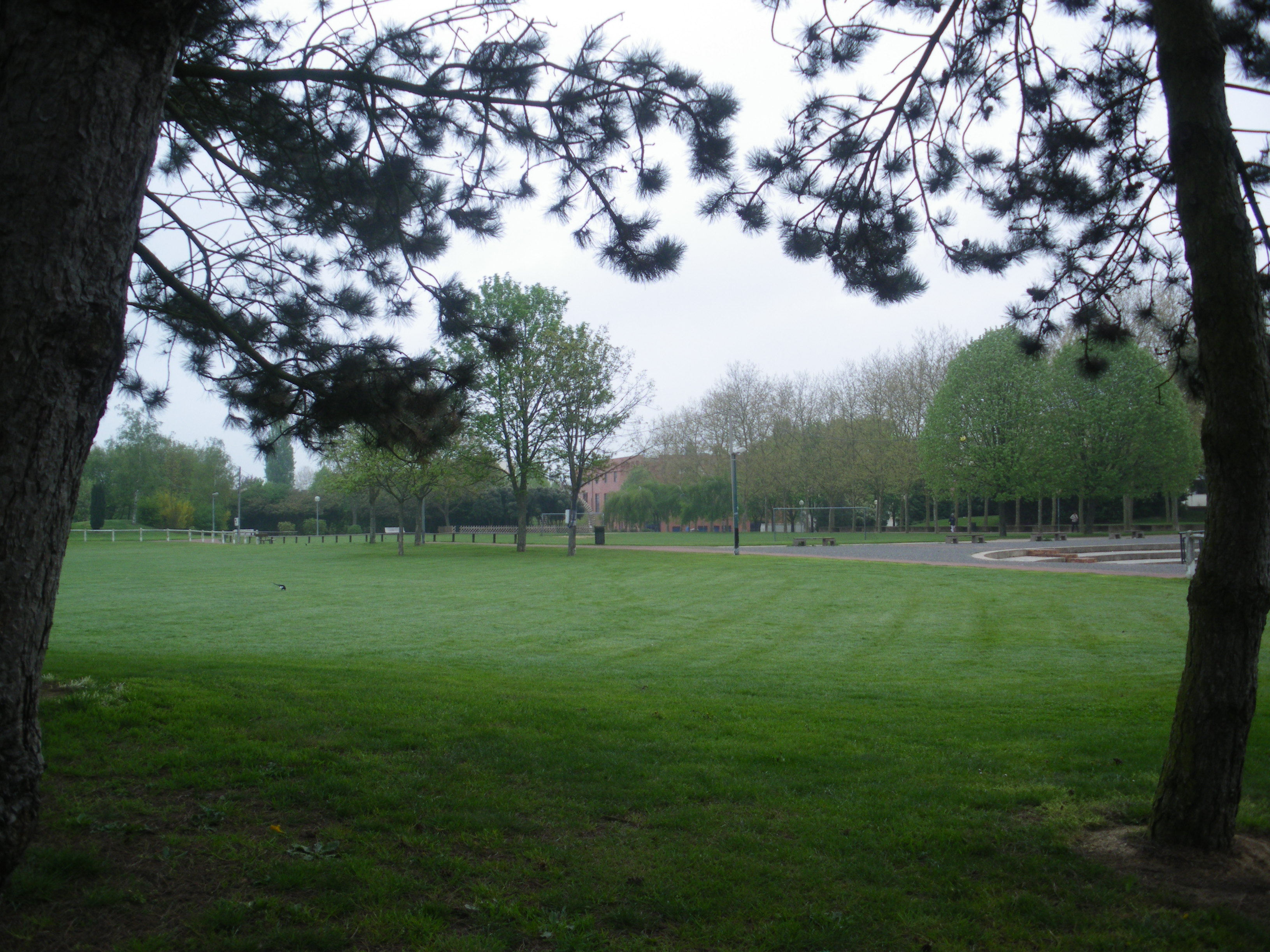
Le Parc Urbain.

Ville nouvelle entre urbanisation et campagne, Les Ulis furent conçus avec de vastes espaces verts entre les grands ensembles, totalisant près de cent hectares de parcs et jardins.
Trois parcs jalonnent ainsi le territoire :
- le Parc des Ulis au nord, à la limite des communes de Bures-sur-Yvette et Orsay se compose d’une large prairie bordée par un bois et agrémentée d’un lac de vingt sept mille mètres carrés ;
- le Jardin des Lys, parc urbain, au centre, est équipé d’un théâtre de verdure et de serres pédagogiques ;
- un troisième parc au sud-est, en limite de Saint-Jean-de-Beauregard accueille des jardins familiaux.

Plusieurs squares ou jardins publics sont aménagés dans les résidences et aux pieds des immeubles collectifs. Cette mise en valeur des espaces naturels et le fleurissement de la commune lui valent d’arborer trois fleurs au concours des villes et villages fleuris.
Les bois au nord ont été recensés au titre des espaces naturels sensibles par le conseil général de l'Essonne.

### Patrimoine architectural
Les Ulis sont une commune récente. L’occupation humaine antérieure, principalement agricole, n’a pas laissé beaucoup de monuments. Cependant, deux fermes subsistent, celle de Courtabœuf, dont les bâtiments en meulière datent du XVIIIe siècle et celle du Grand Vivier, elle aussi en meulière du XVIIe siècle qui est devenu le centre de secours. Elle fut équipée dans les années 1950 de serres, aujourd’hui transférées dans le parc Urbain.
La ville nouvelle fut ensuite construite par des architectes de renom, c’est ainsi Georges-Henri Pingusson qui conçut les immeubles des Hautes-Plaines. Les parcs communaux furent en outre agrémentés d’œuvres d’art comme les menhirs d’ardoise de Trélazé, aussi appelés les « causeurs des Bathes », installés par le sculpteur Haber en 1968, l’« Arche à Palabre » par Frédéric Jaudon inaugurée le 14 juillet 2006.

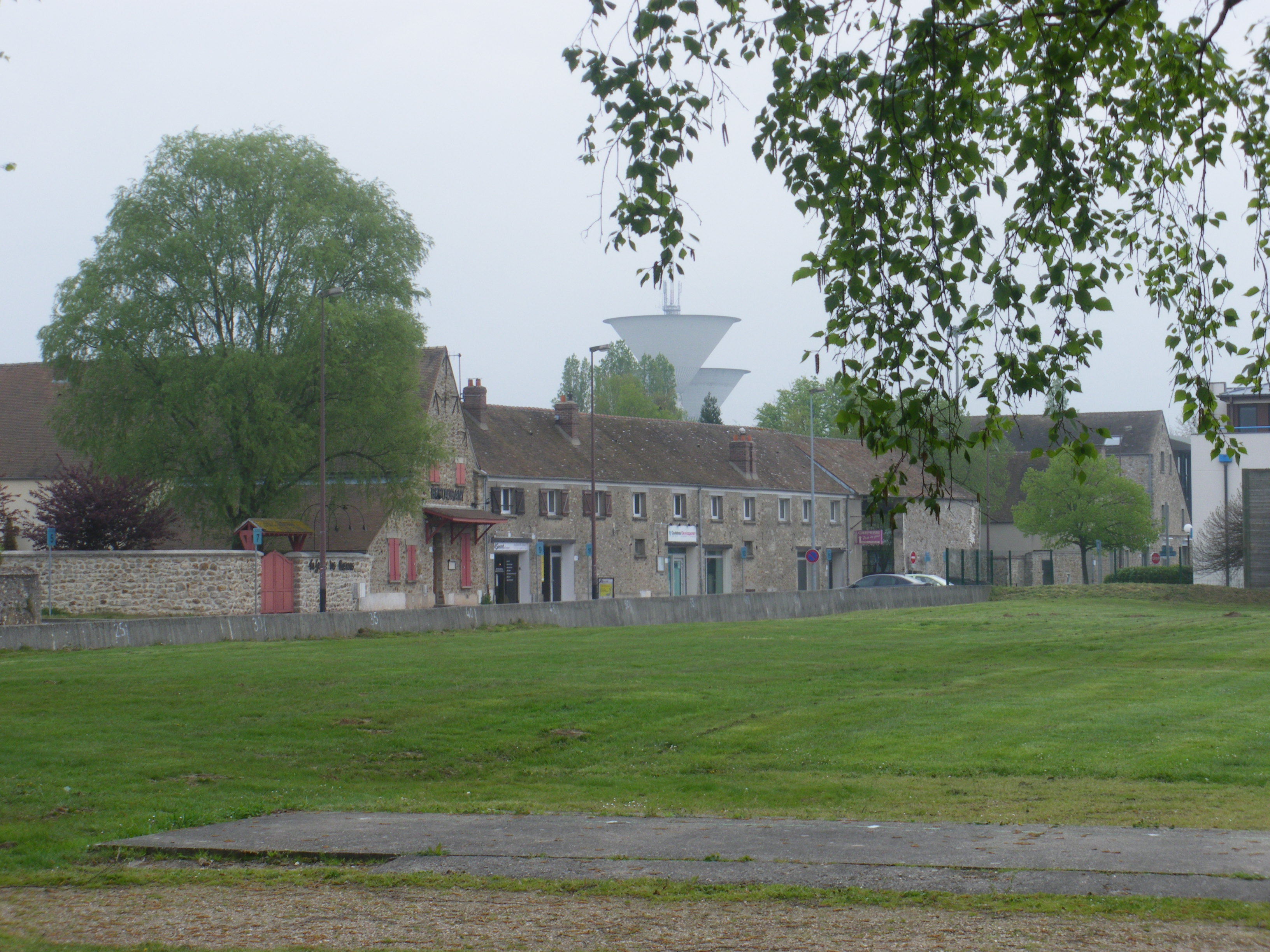
La ferme de Courtabœuf.
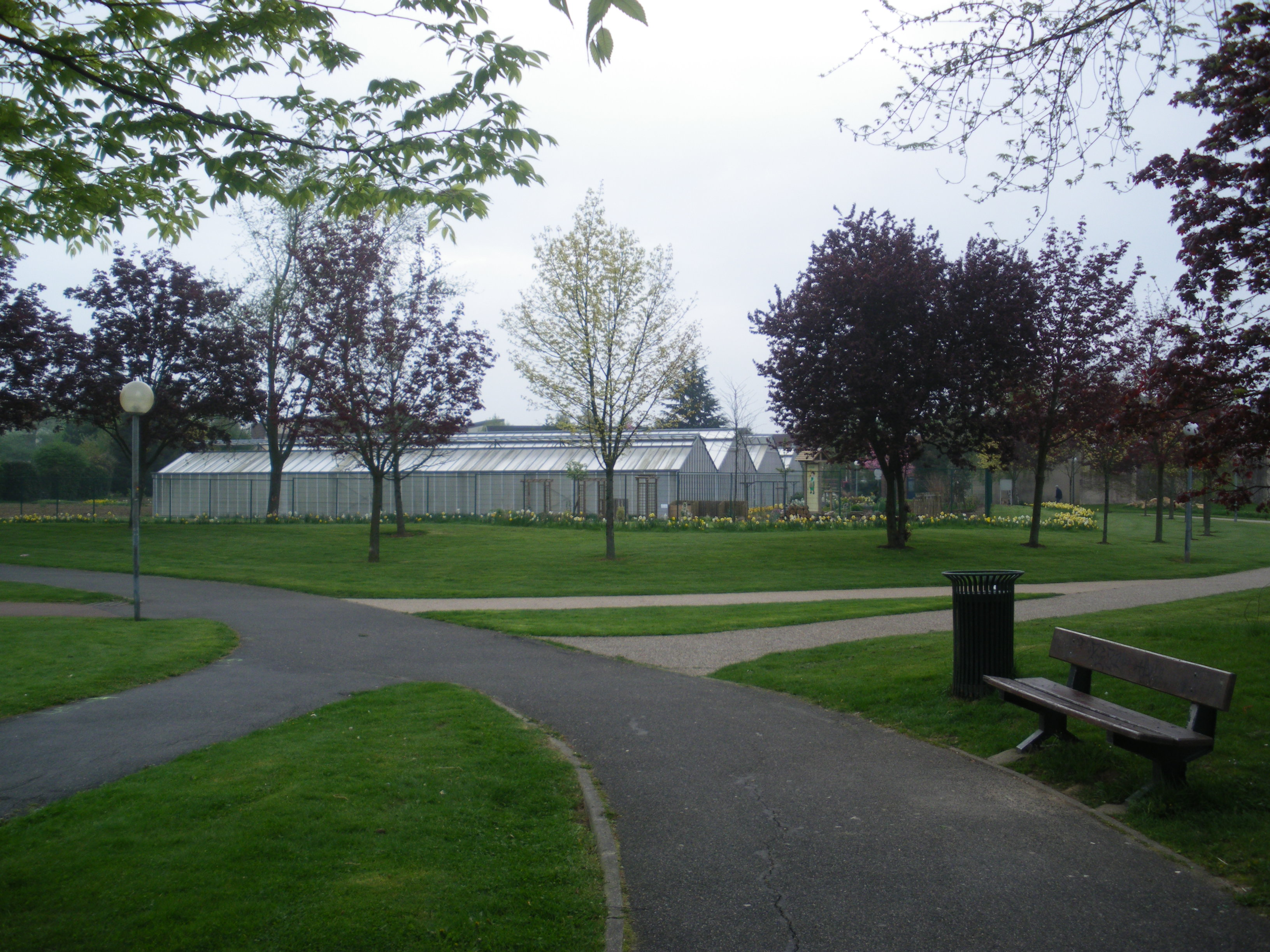
Les serres municipales.

### Personnalités liées à la commune

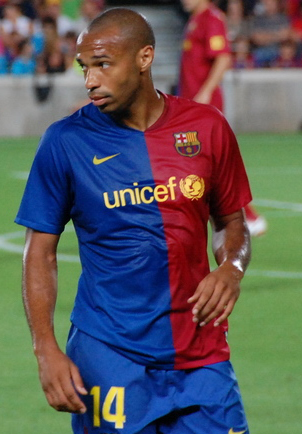
Thierry Henry.

Différents personnages publics sont nés, décédés ou ont vécu aux Ulis :
- Dominique Chaboche (1937-2005), entrepreneur et député, dirigea le centre commercial Ulis 2 ;
- Jean-Marc Salinier (1944-2002), homme politique, y vécut ;
- Patrick Lapeyre (1949- ), écrivain et professeur de lettres, y a enseigné[159] ;
- Claude Feuillet (1952- ), artiste peintre, y vécut ;
- Francis Temperville (1957- ), docteur en physique nucléaire et espion, y enseigna à l'Icosup ;
- Daniel Sangouma (1965- ), athlète sprinteur, y fut licencié ;
- Jean-Charles Trouabal (1965- ), athlète sprinteur, y fut licencié ;
- Régis Brouard (1967- ), footballeur, y fut licencié ;
- Lahcen Majdi (1970- ), tennisman handisport, y est licencié ;
- Karim Eldjelatat (1977- ), taekwondoïste, y vit ;
- Thierry Henry (1977- ), footballeur professionnel et international français, y est né et y fut licencié ;
- Sébastien Chambet (1978-), parachutiste sportif, champion du monde de freestyle 2010, y vit ;
- Noémie Lenoir (1979- ), top-model et actrice, y est née ;
- Thomas Gérard Idir dit Sinik (1980- ), rappeur français, y vécut ;
- Patrice Évra (1981- ), footballeur professionnel et international français, y vécut ;
- Térence Joubert (1982- ), fleurettiste, y est né ;
- Moussa Marega (1991- ), footballeur professionnel et international malien, y est né ;
- Anthony Martial (1995- ), footballeur professionnel et international français, y fut licencié ;
- Warren Mbala (1999-), rappeur français, y vit.

### Héraldique et logotype
| Blason de Les Ulis | Blason  | D’azur à la barre d’or, chargée en chef d’un besant soudé d’argent, en cœur d’un tourteau d’azur et en pointe d’un besant en ombre d’or, accompagnée en chef de trois tours modernes accolées et issantes de tailles décroissantes, celle de sénestre en ombre d’azur, celle du centre d’or et celle de dextre d’argent, et en pointe d’un brasier d’or sommé d’un épi de blé du même posé en barre et chargé du nom des ULIS en lettres capitales d’argent. |
| Blason de Les Ulis | Détails | |
| Blason de Les Ulis | Alias   | Logo Le logotype reprenant le panorama urbain de la commune, la barre jaune en bas symbolisant la plaine cultivée de Saint-Jean-de-Beauregard au sud, changé en 2009 pour une figuration artistique d’un visage humain sur fond de paysage. |

### Les Ulis dans les arts et la culture
- Symbole des cultures urbaines, Les Ulis ont donné leur nom à une variante française du jeu de cartes le 8 américain.